# Relaciones Estados Unidos-India

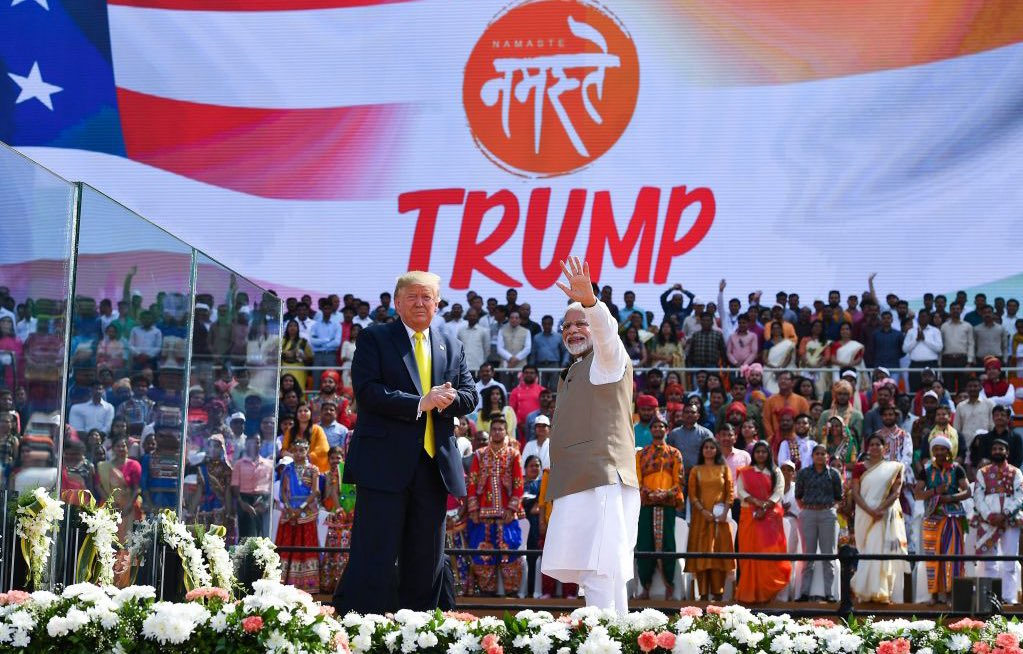
El Presidente Donald Trump junto al primer ministro Narendra Modi en el evento Námaste Trump, febrero de 2020.

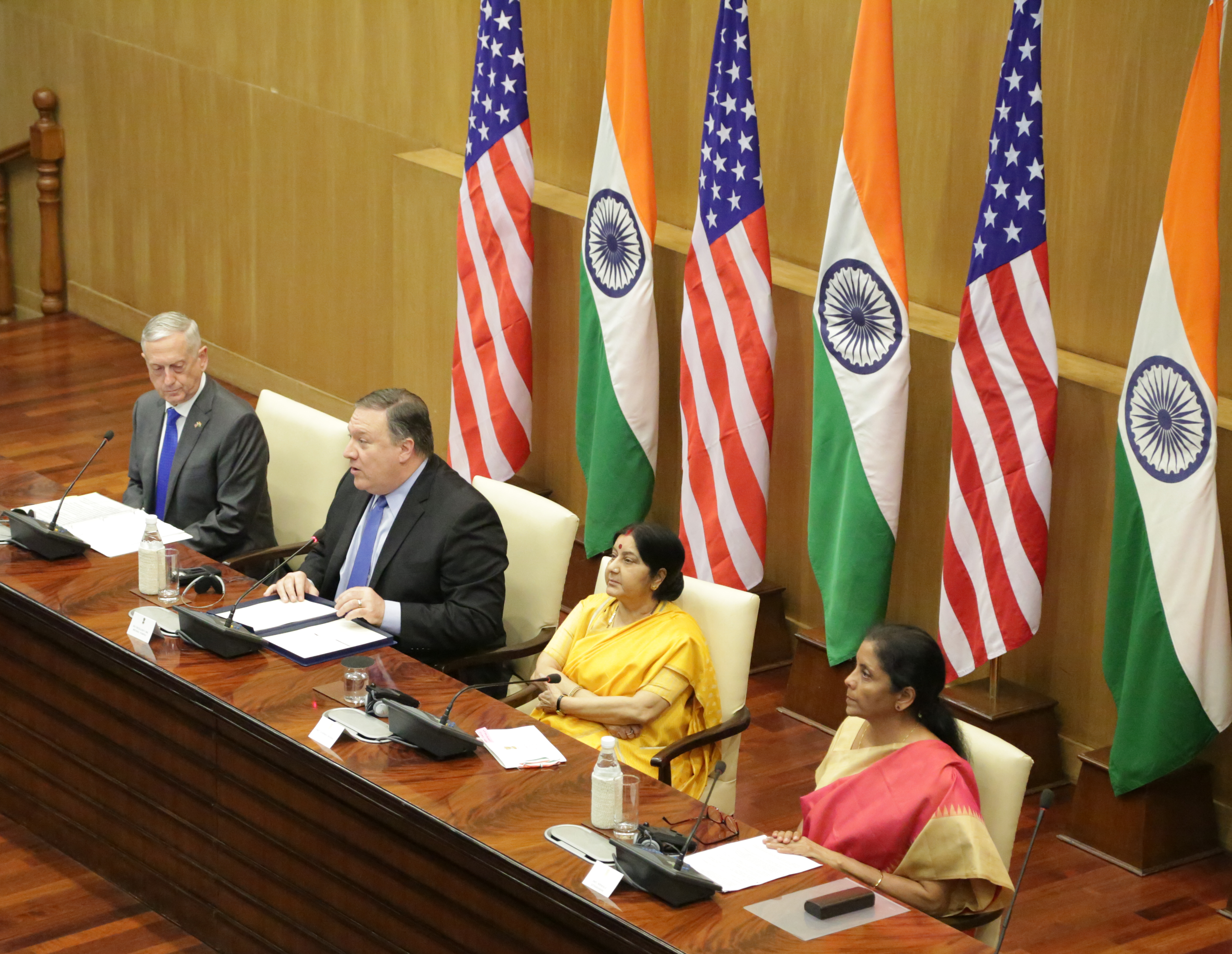
De izquierda a derecha: el Secretario de Defensa de los Estados Unidos Jim Mattis, el Secretario de Estado de los Estados Unidos Mike Pompeo, el ministro de Asuntos Exteriores de la India Sushma Swaraj y el ministro de Defensa de la India Nirmala Sitharaman durante la primera conferencia 2 + 2 en Nueva Delhi en el año 2018

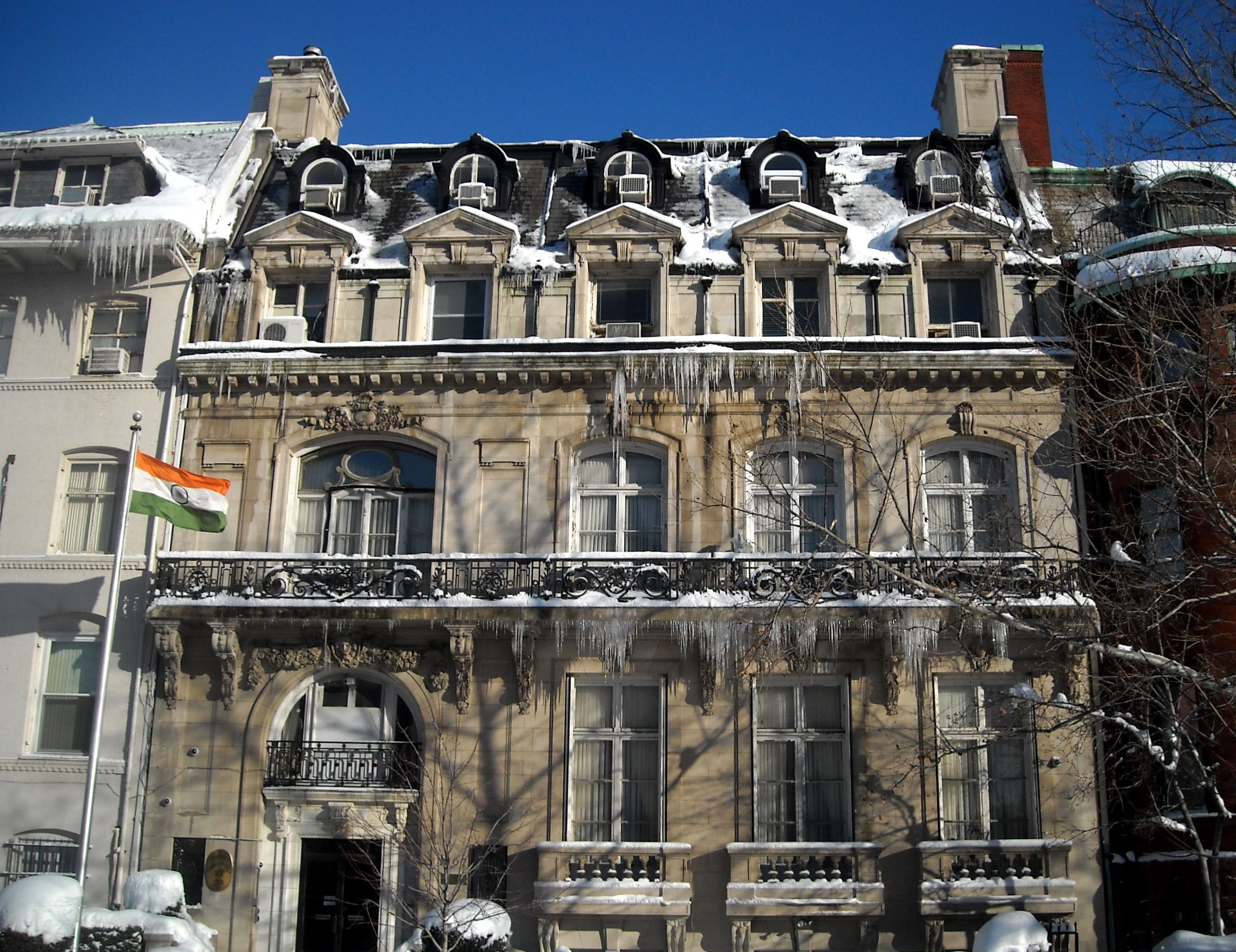
Embajada de India en Washington D. C.

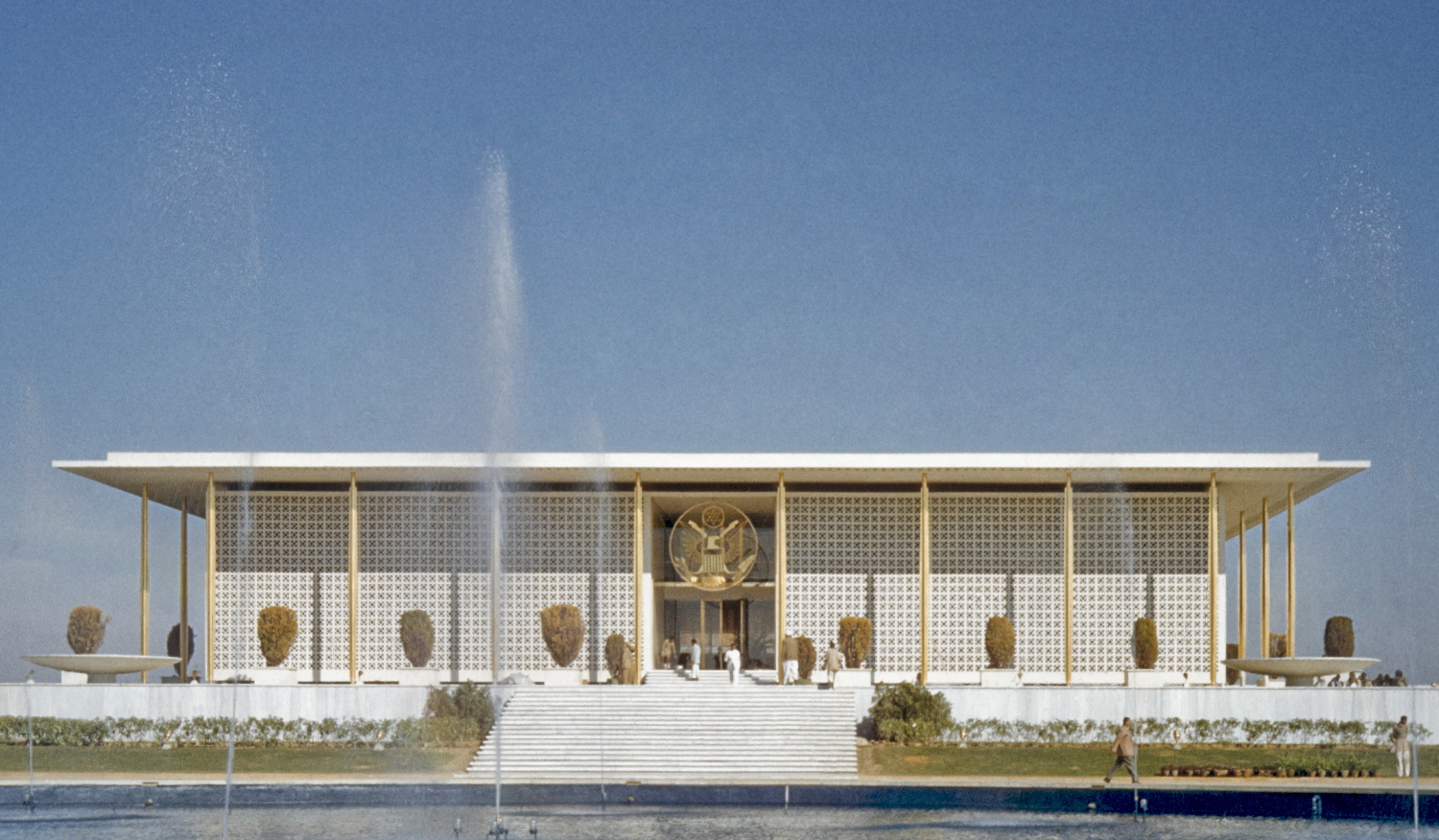
Embajada de Estados Unidos en New Delhi.

Las relaciones Estados Unidos-India son las relaciones diplomáticas entre Estados Unidos e India. Los líderes prominentes del movimiento de libertad de la India tenían relaciones amistosas con los Estados Unidos de América que continuaron mucho después de la independencia de Gran Bretaña en 1947. En 1954, los Estados Unidos de América convirtieron a Pakistán en una Organización de Tratados Centrales (CENTO) en un tratado aliado. India cultivó relaciones estratégicas y militares con la Unión Soviética para contrarrestar las relaciones Estados Unidos-Pakistán. En 1961, India se convirtió en miembro fundador del Movimiento No Alineado para evitar la participación en el juego de poder de la Guerra Fría entre los Estados Unidos y la Unión Soviética. El apoyo de la administración de Nixon a Pakistán durante la guerra indo-pakistaní de 1971 afectó las relaciones hasta la disolución de la Unión Soviética en 1991. En la década de 1990, la política exterior de India se adaptó al mundo unipolar y desarrolló vínculos más estrechos con Estados Unidos.
En el siglo XXI, la política exterior de la India ha tratado de aprovechar la autonomía estratégica de la India para salvaguardar los derechos soberanos y promover los intereses nacionales dentro de un mundo multipolar. Bajo los presidentes Bush y Obama, los Estados Unidos han demostrado acomodarse a los intereses nacionales centrales de la India y han reconocido preocupaciones pendientes.
Incremento de asuntos bilaterales comercio e inversión, cooperación en seguridad global, inclusión de India en la toma de decisiones sobre asuntos de gobernanza global (Consejo de Seguridad de las Naciones Unidas), representación mejorada en foros de comercio e inversión (Banco Mundial, FMI, APEC), admisión en regímenes multilaterales de control de exportaciones (RCTC, Acuerdo de Wassenaar, Grupo de Australia) y el apoyo para la admisión en (Grupo de proveedores nucleares) y la fabricación conjunta a través de acuerdos de intercambio de tecnología se han convertido en hitos clave y una medida de velocidad y avance en el camino hacia el cierre de EE. UU. –Las relaciones con la India. En 2016, India y Estados Unidos firmaron el Memorándum de Acuerdo de Logistics Exchange e India fue declarada Gran Socio de Defensa de los Estados Unidos.
Según la encuesta anual de World Affairs de Gallup, los estadounidenses consideran a India como su sexta nación favorita en el mundo, con el 71% de los estadounidenses que ven a India favorablemente en 2015. Una encuesta realizada por Gallup en 2017 encontró que el 74% de los estadounidenses veían la India de manera favorable.
En el año 2017, el comercio bilateral (tanto en bienes como en servicios) creció un 9,8% para alcanzar los $ 126,1 mil millones. Las exportaciones de la India a los Estados Unidos alcanzaron los US $ 76,7 mil millones, mientras que las exportaciones de los Estados Unidos a la India se ubicaron en los $ 49,4 mil millones.

## Historia

### Raj Británico

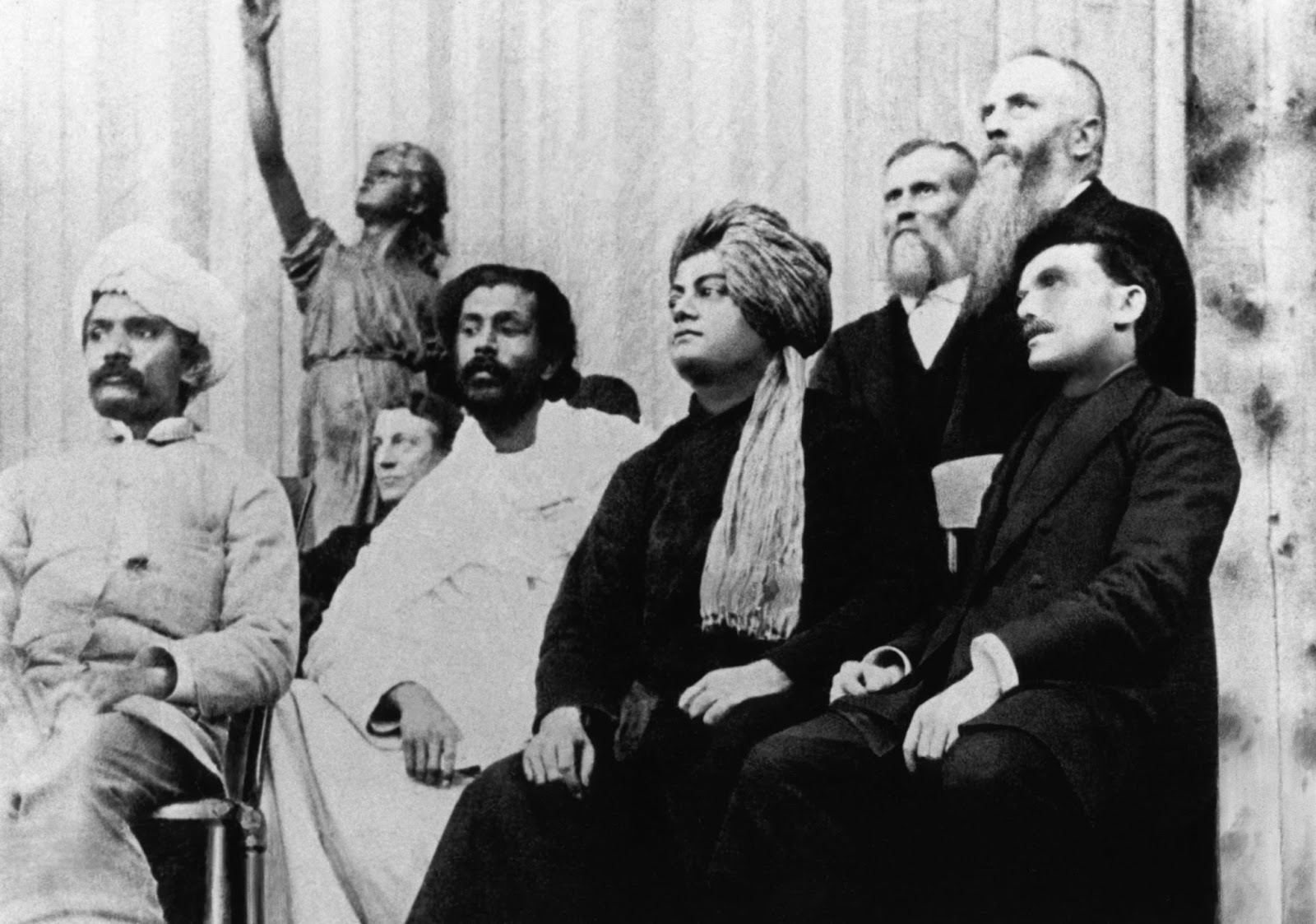
Swami Vivekananda en el Parlamento de las Religiones con Virchand Gandhi, Hewivitarne Dharmapala.

Las relaciones entre la India en los días del Raj británico y los Estados Unidos eran escasas. Swami Vivekananda promovió Yoga y Vedanta en América en el Parlamento Mundial de Religiones en Chicago, durante la Exposición Mundial Colombina en 1893. Mark Twain visitó India en 1896 y lo describió en su cuaderno de viaje Siguiendo al Ecuador con tanto repugnancia como atracción antes de concluir que India era la única tierra extranjera que soñaba o deseaba volver a ver. Con respecto a la India, los estadounidenses aprendieron más del escritor inglés Rudyard Kipling. Mahatma Gandhi tuvo una importante influencia en la filosofía de la no violencia promovida por Martin Luther King, Jr. en la década de 1950.
En la década de 1930 y principios de la década de 1940, Estados Unidos dio un apoyo muy fuerte al movimiento de independencia de la India en desafío al Imperio Británico. La primera inmigración significativa de la India antes de 1965 involucró a agricultores sij que iban a California a principios del siglo XX.

#### Segunda Guerra Mundial

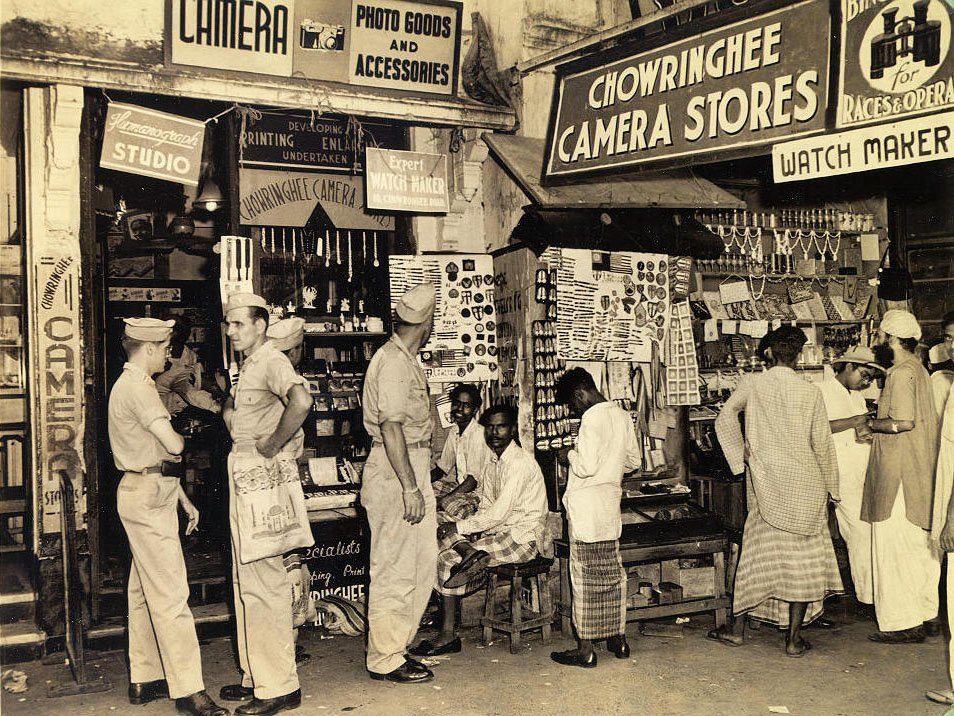
GI estadounidenses en un mercado en Calcuta (ahora Kolkata) en 1945.

Todo cambió en la Segunda Guerra Mundial, cuando India se convirtió en la base principal para el estadounidense China Burma India Theatre (CBI) en la guerra contra Japón. Decenas de miles de militares estadounidenses llegaron, trayendo todo tipo de tecnología avanzada y dinero; se marcharon en 1945. Surgió una tensión grave sobre las demandas estadounidenses, encabezada por el presidente Franklin D. Roosevelt, para que India obtuviera la independencia, una propuesta que el primer ministro Winston Churchill rechazó con vehemencia. Durante años, Roosevelt había alentado la retirada británica de la India. La posición estadounidense se basó en la oposición de principios al colonialismo, la preocupación práctica por el resultado de la guerra y la expectativa de un gran papel estadounidense en la era postcolonial. Sin embargo, en 1942, cuando el Congreso Nacional Indio lanzó un movimiento Quit India, las autoridades británicas arrestaron de inmediato a decenas de miles de activistas. Mientras tanto, la India se convirtió en la principal base estadounidense de ayuda a China. Churchill amenazó con renunciar si Roosevelt presionaba demasiado, así que Roosevelt retrocedió.

### Post-independencia (1947–1997)

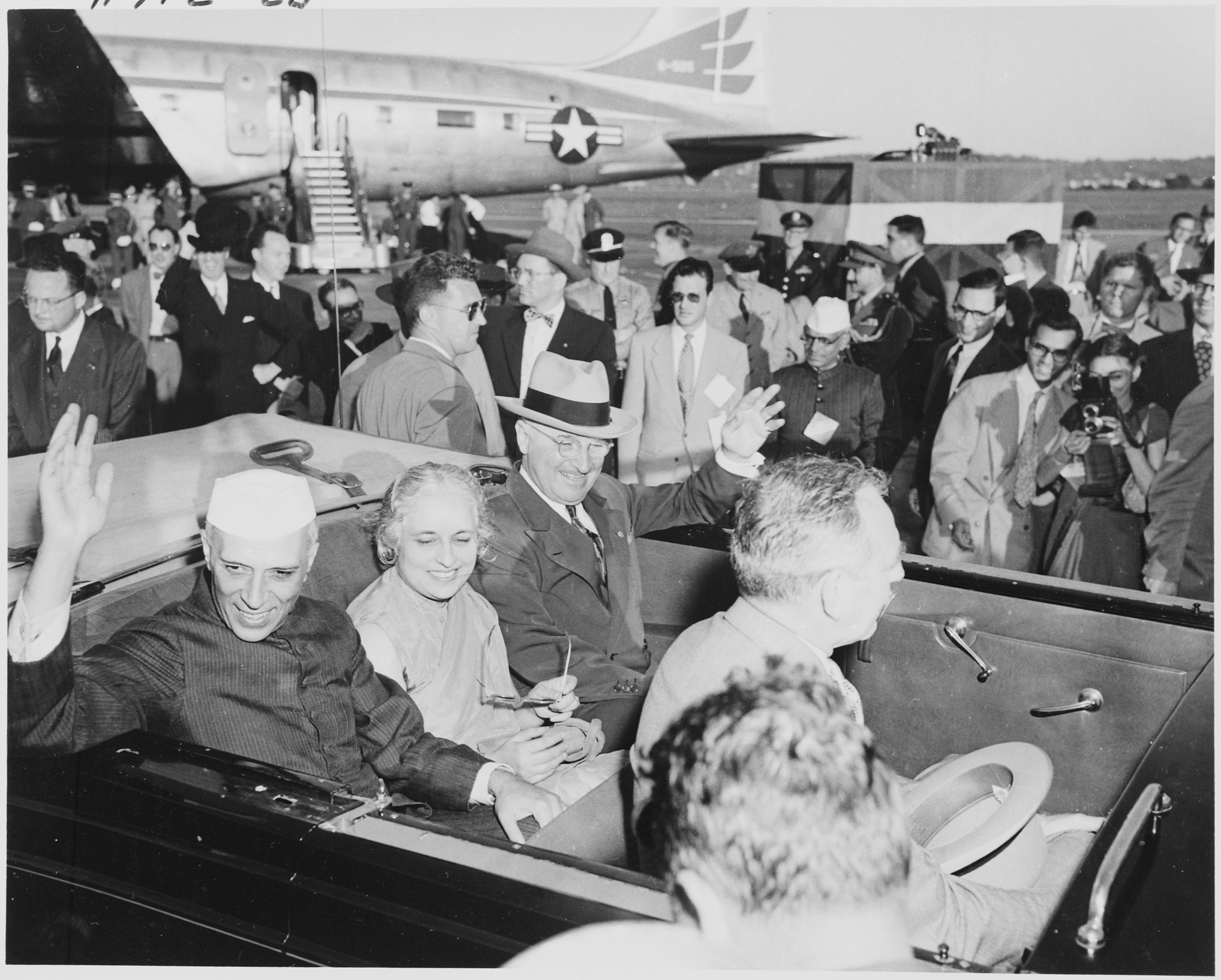
El presidente Harry Truman y el primer ministro Jawaharlal Nehru, con la hermana de Nehru, Madame Pandit, saludando desde su limusina al salir del Aeropuerto Nacional de Washington, durante la visita de Nehru a los Estados Unidos, 1949.

América bajo el gobierno de Truman se inclinó por favorecer a la India a fines de la década de 1940 como consecuencia de que la mayoría de los planificadores de los Estados Unidos consideraban a la India más valiosa diplomáticamente que su vecino Pakistán. Sin embargo, durante la Guerra Fría la política de neutralidad de Nehru fue incómoda para muchos observadores estadounidenses. Los funcionarios estadounidenses percibieron negativamente la política de no alineación de la India. El embajador Henry F. Grady dijo al entonces primer ministro indio Jawaharlal Nehru que Estados Unidos no consideraba la neutralidad como una posición aceptable. Grady le dijo al Departamento de Estado en diciembre de 1947 que le había informado a Nehru "que esta es una pregunta que no puede abordarse y que la India debe ponerse del lado democrático de inmediato.
En 1948, Nehru rechazó las sugerencias estadounidenses para resolver la crisis de Cachemira a través de una mediación de terceros. Su gira por los Estados Unidos en 1949 fue "un desastre no diplomático" que dejó los malos sentimientos de ambos lados. India rechazó el consejo estadounidense de que no debería reconocer la conquista comunista de China, pero sí lo hizo para respaldar a los Estados Unidos cuando apoyó la resolución de Naciones Unidas de 1950 que condenaba la agresión de Corea del Norte en la guerra de Corea. India intentó actuar como un agente para ayudar a terminar esa guerra y sirvió como conducto para los mensajes diplomáticos entre los Estados Unidos y China. Mientras tanto, las malas cosechas obligaron a la India a solicitar ayuda estadounidense para su seguridad alimentaria, que se otorgó a partir de 1950. En los primeros doce años de independencia india (1947–1959), los EE. UU. proporcionaron $ 1,7 mil millones en ayuda, incluidos $ 931 millones en alimentos. La Unión Soviética proporcionó aproximadamente la mitad en términos monetarios, sin embargo hizo contribuciones en especie mucho mayores, tomando la forma de ayuda de infraestructura, préstamos blandos, transferencia de conocimiento técnico, planificación económica y habilidades involucradas en las áreas de acero, construcción de maquinaria, energía hidroeléctrica y otras industrias pesadas, especialmente energía nuclear e investigación espacial. En 1961, los Estados Unidos prometieron $ 1,0 mil millones en préstamos para el desarrollo, además de $ 1,3 mil millones en alimentos gratuitos.

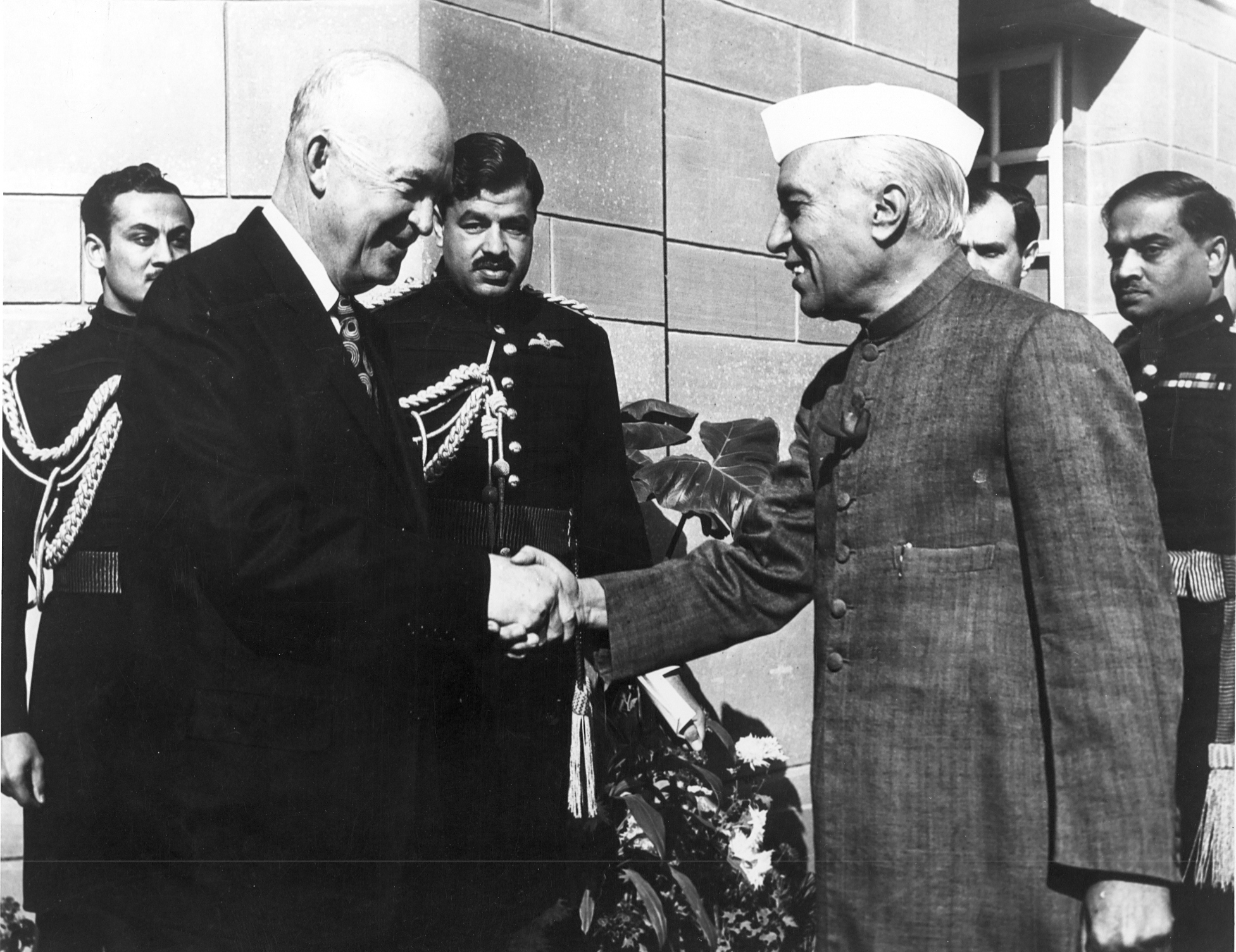
El primer ministro Jawaharlal Nehru recibió al presidente Dwight D. Eisenhower en la Casa del Parlamento, antes del discurso del Presidente en una sesión conjunta del Parlamento, 1959.

En 1959, Dwight D. Eisenhower fue el primer presidente de los Estados Unidos en visitar la India para fortalecer los lazos asombrosos entre las dos naciones. Apoyó tanto que el New York Times comentó: "No pareció importar mucho si Nehru había solicitado o recibido una garantía de que EE. UU. ayudaría a la India a enfrentar la agresión comunista china. Lo que importaba era el fortalecimiento obvio de la amistad indio-estadounidense hasta un punto en el que no era necesaria tal garantía ".

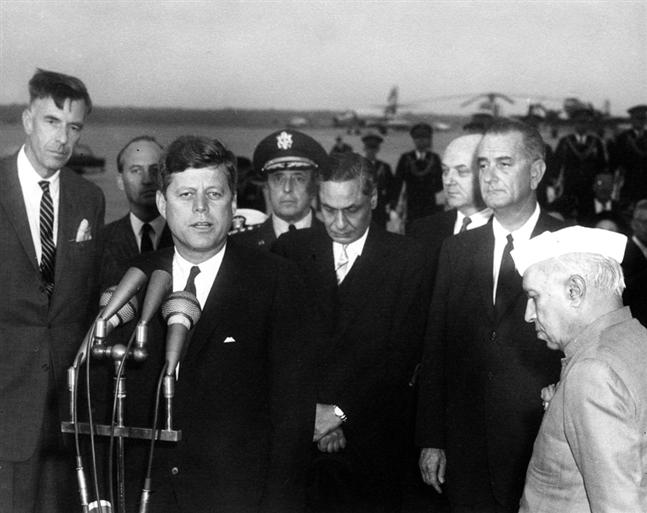
John Kenneth Galbraith (extremo izquierdo), como embajador de Estados Unidos en la India, con el presidente John F. Kennedy, el vicepresidente Lyndon B. Johnson y el primer ministro Jawaharlal Nehru de la India, 1961

Durante la Presidencia de John F. Kennedy (1961–63), India fue considerada un socio estratégico y un contrapeso al ascenso de la China comunista. Kennedy dijo:

Los comunistas chinos han estado avanzando en los últimos 10 años. India ha estado progresando, pero si India no tiene éxito con sus 450 millones de personas, si no puede hacer que la libertad funcione, la gente en todo el mundo determinará, particularmente en el mundo subdesarrollado, que la única forma en que pueden Desarrollar sus recursos es a través del sistema comunista.

El gobierno de Kennedy apoyó abiertamente a India durante la guerra sino-india de 1962 y consideró la acción china como "una flagrante agresión comunista china contra India" . El Fuerza Aérea de los Estados Unidos voló en armas, municiones y suministros de ropa a las tropas indias y la Marina de los Estados Unidos incluso envió al USS Kitty Hawk (CV-63) portaaviones del Océano Pacífico para proteger a la India, solo para recuperarla antes de que llegue a ka Bahía de Bengala. En una reunión de mayo de 1963 Consejo de Seguridad Nacional de los Estados Unidos, los Estados Unidos discutieron la planificación de contingencia que podría implementarse en el caso de otro ataque chino a la India. Secretario de Defensa Robert McNamara y el General Maxwell Taylor aconsejaron al presidente que usara armas nucleares en caso de que los estadounidenses intervengan en tal situación. Kennedy insistió en que Washington defienda a la India como lo haría con cualquier aliado, y dijo: "Nosotros deberíamos defender la India, y por lo tanto' 'defenderemos la India". El embajador de Kennedy en India fue el destacado economista liberal John Kenneth Galbraith, quien fue considerado cercano a la India. Mientras estaba en la India, Galbraith ayudó a establecer uno de los primeros departamentos de informática de la India, en el Instituto Indio de Tecnología de la India en Kanpur, Uttar Pradesh. Como economista, también presidió (en ese momento) el mayor programa de ayuda exterior de Estados Unidos para cualquier país.

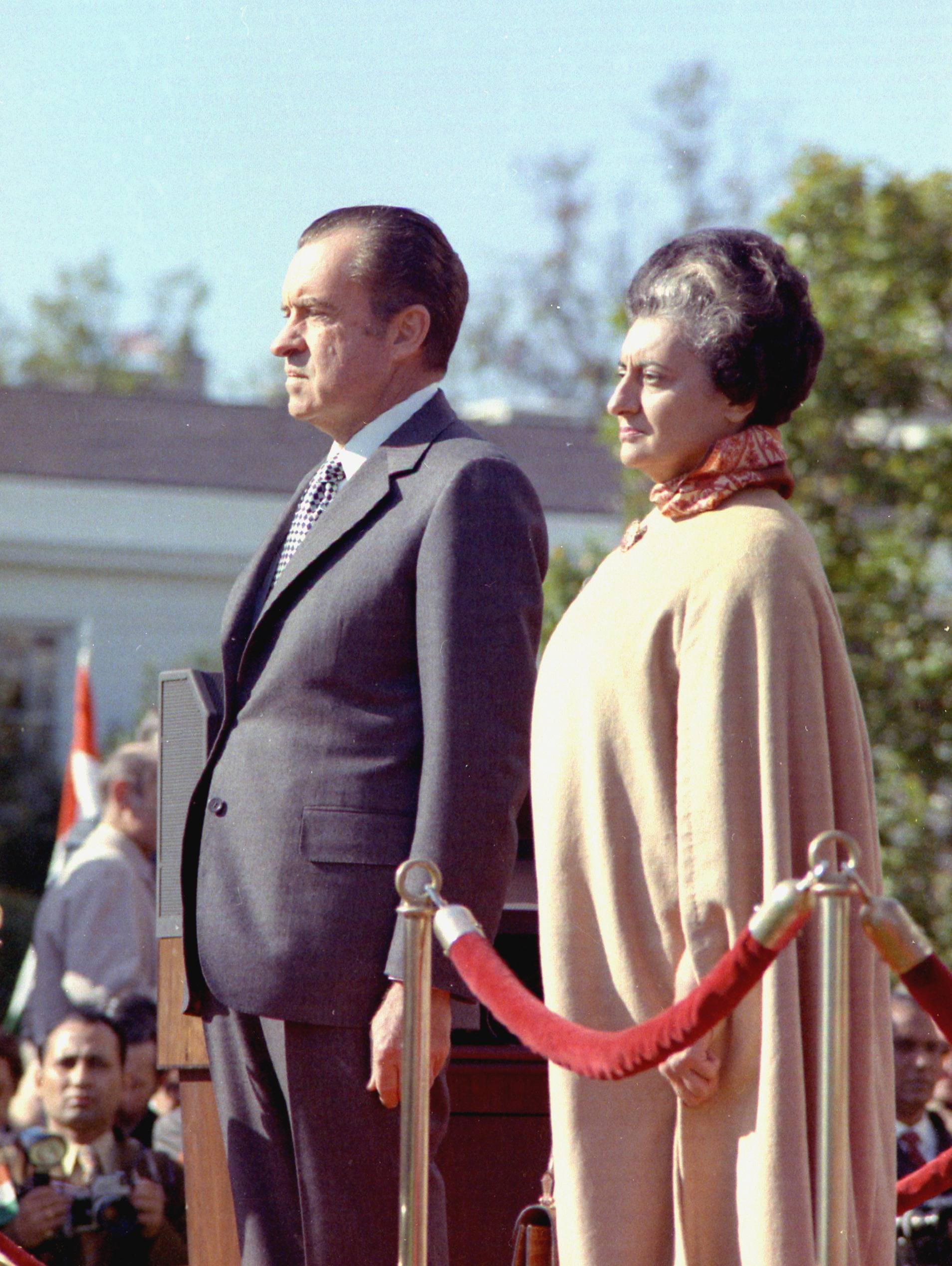
El presidente Nixon en la ceremonia de llegada de la primera ministra Indira Gandhi, en el jardín sur de la Casa Blanca, 1971.

Tras el asesinato de Kennedy en 1963, las relaciones indo-estadounidenses se deterioraron gradualmente. Mientras el sucesor de Kennedy Lyndon Johnson buscaba mantener relaciones con la India para contrarrestar a la China comunista, también buscó fortalecer los lazos con Pakistán con la esperanza de aliviar las tensiones con China y debilitar la creciente concentración militar de la India también. Las relaciones luego alcanzaron un mínimo histórico bajo la administración de Nixon a principios de los años setenta. Richard Nixon se alejó de la postura neutral que sus predecesores habían tomado hacia las hostilidades indo-paquistaníes. Estableció una relación muy estrecha con Pakistán, ayudándola militar y económicamente, ya que India, ahora bajo el liderazgo de Indira Gandhi, fue vista como inclinada hacia la Unión Soviética. Consideraba a Pakistán como un aliado muy importante para contrarrestar la influencia soviética en el subcontinente indio y establecer vínculos con China, con quien Pakistán era muy cercano. La relación personal helada entre Nixon e Indira contribuyó aún más a la mala relación entre las dos naciones. Durante la guerra indo-pakistaní de 1971, los Estados Unidos apoyaron abiertamente a Pakistán e incluso desplegaron su portaaviones USS Enterprise (CVN-65) hacia el Bahía de Bengala, que fue vista como una demostración de fuerza por parte de los EE. UU. en apoyo de las asediadas fuerzas Pakistán Occidental. Más tarde, en 1974, India realizó su primera prueba nuclear, Smiling Buddha, a la que Estados Unidos se opuso, sin embargo, también concluyó que la prueba no violaba ningún acuerdo y procedió a un envío en junio de 1974 de uranio enriquecido para el reactor Tarapur.

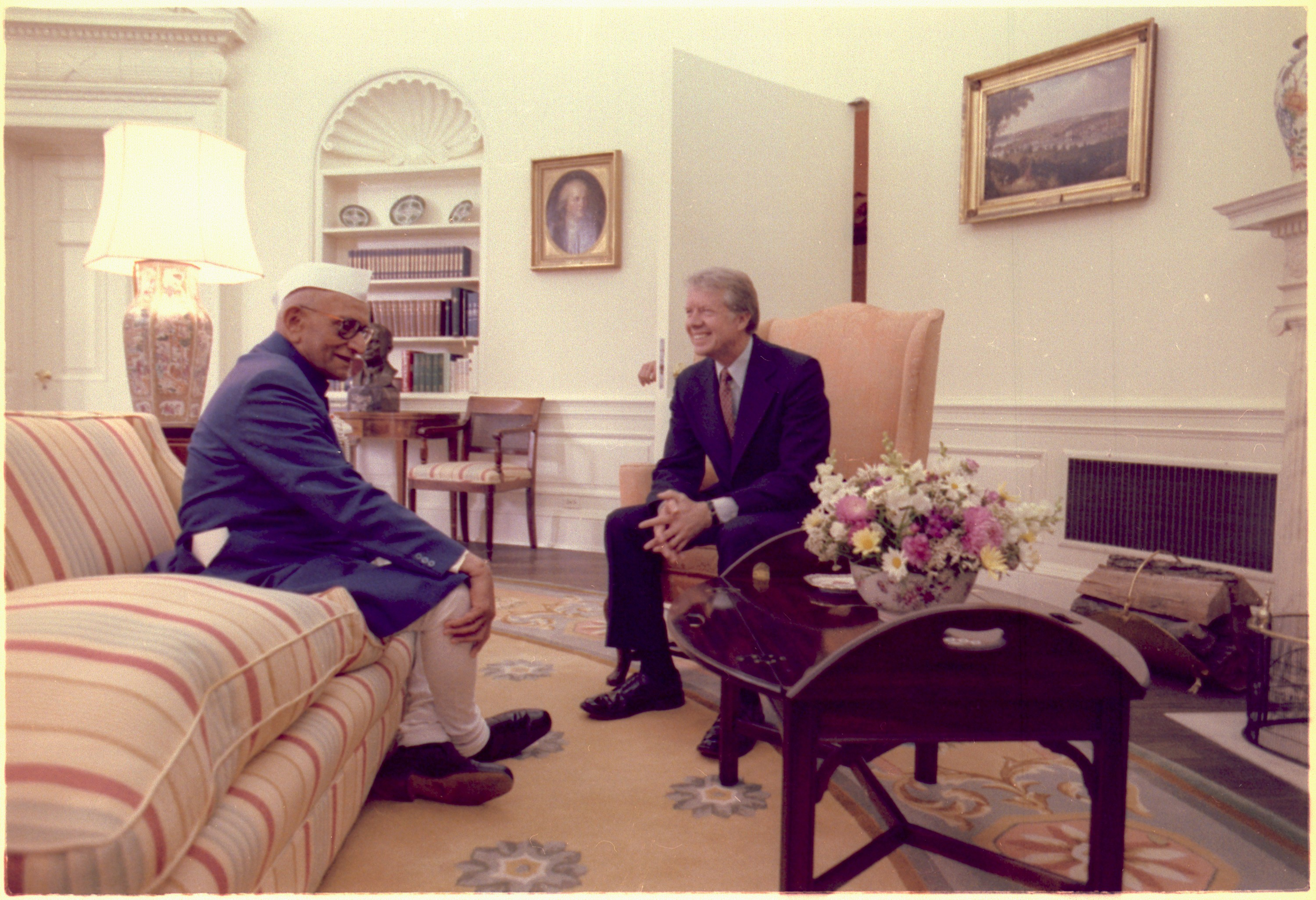
El primer ministro indio Morarji Desai con el presidente de los Estados Unidos Jimmy Carter, en la oficina Oval, 1978.

A fines de la década de 1970, cuando el líder antisoviético Partido Janata Morarji Desai fue nombrado primer ministro, la India mejoró sus relaciones con los Estados Unidos, ahora liderados por Jimmy Carter, a pesar de la firma de este último. una orden en 1978 que prohibía la exportación de material nuclear a la India debido al registro de no proliferación de la India.
A pesar del retorno de Indira Gandhi al poder en 1980, las relaciones entre los dos países continuaron mejorando gradualmente, aunque India no apoyó a Estados Unidos en su papel en la Invasión y ocupación de Afganistán. La Administración Reagan brindó asistencia limitada a la India. India habló con Washington sobre la compra de una gama de tecnología de defensa de EE. UU., Incluidos aviones F-5, súper computadoras, gafas de visión nocturna y radares. En 1984, Washington aprobó el suministro de tecnología seleccionada a la India, incluidas las turbinas de gas para las fragatas navales y los motores para los prototipos del avión ligero de combate de la India. También hubo transferencias no publicadas de tecnología, incluida la contratación de una compañía estadounidense, Continental Electronics, para diseñar y construir una nueva estación de comunicaciones VLF en Tirunelveli en Tamil Nadu, que se encargó a fines de los años ochenta. Sin embargo, no fue hasta finales de la década de 1990 que ambos países hicieron un esfuerzo significativo para mejorar las relaciones entre sí.

### Gobierno NDA (1998–2004)
Poco después de que Atal Bihari Vajpayee se convirtiera en primer ministro de la India, autorizó pruebas de armas nucleares en Pokhran. Los Estados Unidos condenaron enérgicamente estas pruebas, prometieron sanciones y votaron a favor de una Resolución del Consejo de Seguridad de las Naciones Unidas que condenaba las pruebas. El presidente Bill Clinton impuso sanciones económicas a la India, incluyendo el corte de toda ayuda militar y económica, congelando los préstamos de los bancos estadounidenses a las empresas indias de propiedad estatal, prohibiendo los préstamos al gobierno de la India para todos excepto las compras de alimentos, prohibiendo la tecnología aeroespacial estadounidense y las exportaciones de uranio a la India, y exigiendo que los Estados Unidos se opongan a todas las solicitudes de préstamos de la India a las agencias internacionales de crédito. Sin embargo, estas sanciones resultaron ineficaces: la India estaba experimentando un fuerte aumento económico, y su comercio con los Estados Unidos solo constituía una pequeña parte de su PIB. Solo Japón se unió a los EE. UU. para imponer sanciones directas, mientras que la mayoría de las demás naciones continuaron negociando con la India. Las sanciones se levantaron pronto. Posteriormente, el gobierno de Clinton y el primer ministro Vajpayee intercambiaron representantes para ayudar a reconstruir las relaciones.

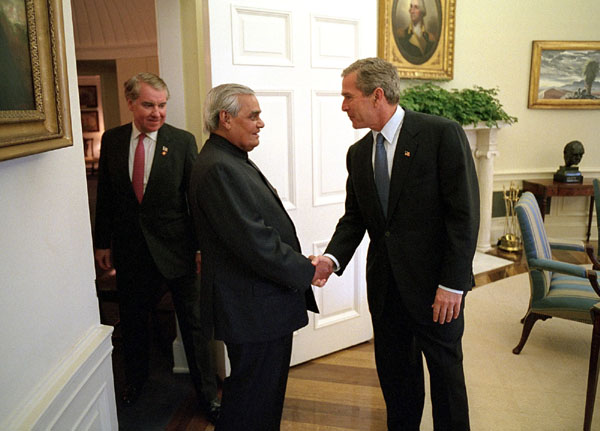
Primer Ministro Vajpayee con el presidente Bush en el Despacho Oval, 2001.

India emergió en el siglo XXI como cada vez más vital para los intereses centrales de la política exterior de los Estados Unidos. India, un actor dominante en su región y el hogar de más de mil millones de ciudadanos, ahora se caracteriza a menudo como un Gran Poder naciente y un "socio indispensable" de los EE. UU., Uno que muchos analistas ven como un posible contrapeso al creciente influencia de China.
En marzo de 2000, el presidente de los Estados Unidos Bill Clinton visitó la India, entablando conversaciones bilaterales y económicas con el primer ministro Vajpayee. Durante la visita, se estableció el Foro de Ciencia y Tecnología Indo-US.
En el transcurso de la mejora de las relaciones diplomáticas con la Administración de Bush, la India aceptó permitir una estrecha vigilancia internacional del desarrollo de sus armas nucleares, aunque se negó a renunciar a su arsenal nuclear actual. En 2004, los EE. UU. decidieron otorgar el estatus de Aliado importante extra-OTAN (MNNA) a Pakistán. Estados Unidos extendió la relación de trabajo estratégica de MNNA a India, pero la oferta fue rechazada.
Después de los ataques del 11 de septiembre contra los Estados Unidos en 2001, el presidente George W. Bush colaboró estrechamente con la India para controlar y vigilar las rutas marítimas estratégicamente críticas Océano Índico desde el Canal de Suez a Singapur.

### Gobierno UPA I & II (2004–2014)
Durante el mandato del gobierno de George W. Bush, se observó que las relaciones entre la India y los Estados Unidos florecieron, principalmente debido a preocupaciones comunes con respecto al creciente extremismo islámico, la seguridad energética y el cambio climático. George W. Bush comentó: "India es un gran ejemplo de democracia. Es muy devota, tiene diversos jefes religiosos, pero todos están cómodos con su religión. El mundo necesita a India". Fareed Zakaria, en su libro  The Post-American World, describió a George W. Bush como "el presidente más pro-indio en la historia de Estados Unidos". Rejaul Karim Laskar, un erudito de la política exterior india e ideólogo del Partido Congreso Nacional Indio - el mayor constituyente de la APU. Según  Laskar, la regla de APU ha visto una "transformación en los lazos bilaterales con los Estados Unidos", como resultado de lo cual las relaciones ahora cubren "a una amplia gama de temas, incluyendo alta tecnología, espacio, educación, agricultura, comercio, energía limpia, contraterrorismo, etc.".
Después del tsunami de 2004 de diciembre, las armadas de Estados Unidos e India cooperaron en las operaciones de búsqueda y rescate y en la reconstrucción de las áreas afectadas.
Desde 2004, Washington y Nueva Delhi han estado buscando una "asociación estratégica" basada en valores compartidos e intereses geopolíticos generalmente convergentes. Se están llevando a cabo numerosas iniciativas económicas, de seguridad y mundiales, incluidos planes de cooperación nuclear civil. Esta última iniciativa, lanzada por primera vez en 2005, revirtió tres décadas de la política estadounidense de no proliferación. También en 2005, los Estados Unidos y la India firmaron un acuerdo marco de defensa de diez años, con el objetivo de ampliar la cooperación de seguridad bilateral. Los dos países realizaron numerosos ejercicios militares combinados sin precedentes, y se concluyeron las principales ventas de armas de Estados Unidos a la India. Un Acuerdo de cielos abiertos se firmó en abril de 2005, mejorando el comercio, el turismo y los negocios a través del aumento en el número de vuelos, y Air India compró 68 aviones Boeing a un costo de $ 8 mil millones. Los Estados Unidos y la India también firmaron un acuerdo bilateral sobre cooperación en ciencia y tecnología en 2005. Después de Huracán Katrina, India donó $ 5 millones a American Red Cross y envió dos cargas de suministros de socorro y materiales para ayudar. Luego, el 1 de marzo de 2006, el presidente Bush realizó otra visita diplomática para ampliar las relaciones entre la India y los Estados Unidos.

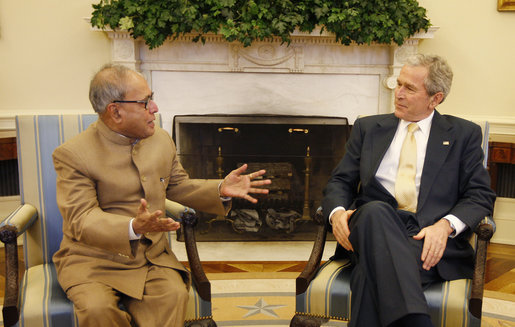
Ministro de Relaciones Exteriores de la India Pranab Mukherjee con el presidente Bush, marzo de 2008.

El valor de todo el comercio bilateral se triplicó de 2004 a 2008 y continúa creciendo, mientras que una inversión significativa en ambos sentidos también crece y florece.
La influencia de una gran comunidad indio-estadounidense se refleja en el mayor grupo de países específicos en el Congreso de los Estados Unidos, mientras que entre 2009 y 2010 más de 100,000 estudiantes indios han asistido a colegios y universidades estadounidenses.
En noviembre de 2010, el presidente Barack Obama visitó la India y se dirigió a una sesión conjunta del Parlamento de la India, donde respaldó la candidatura de la India para un puesto permanente en Consejo de Seguridad de las Naciones Unidas.
Entre 2004 y 2014, los  think-tanks  occidentales, especialmente en los EE. UU. Y el Reino Unido, no pudieron prever el cambio en los patrones electorales de la creciente clase media y anticipar la escala del cambio político en la India producido por mejoras en Educación y libertad de prensa. Según Michael Kugelman, experto en el sur y sudeste de Asia en el Centro Internacional Woodrow Wilson, EE. UU. No estaba preparado para enfrentar nuevos desafíos en la India debido a su "incapacidad para seguir el ritmo de las transformaciones".

#### Determinantes estratégicos y militares.
En marzo de 2009, la Administración de Obama autorizó la venta de ocho P-8 Poseidon por valor de 2.100 millones de dólares a la India. Este acuerdo y el acuerdo de $ 5000 millones para proporcionar  Boeing C-17 aviones de transporte militar y General Electric F414 anunciados durante la visita de Obama en noviembre de 2010, convierte a los Estados Unidos en uno de los tres principales proveedores militares de la India (después de Israel y Rusia). Los indios han expresado su preocupación por las cláusulas contractuales que prohíben el despliegue ofensivo de estos sistemas. India está tratando de resolver problemas relacionados con el rendimiento en el Boeing P-8I que ya se han entregado a la India.
El presidente del Estado Mayor Conjunto Michael Mullen alentó lazos militares más fuertes entre la India y los Estados Unidos, y dijo que "la India se ha convertido en un socio estratégico cada vez más importante [de los Estados Unidos]". El subsecretario de Estado de los Estados Unidos William Joseph Burns también dijo: "Nunca ha habido un momento en que India y Estados Unidos se importen más entre sí". El Subsecretario de Defensa, Ashton Carter, durante su discurso ante la Asia Society en Nueva York el 1 de agosto de 2012, dijo que la relación India-Estados Unidos tiene un alcance global, en términos del alcance y la influencia de ambos países. También dijo que ambos países están fortaleciendo las relaciones entre sus organizaciones de defensa e investigación.

##### Revelaciones sobre operaciones de espionaje de Estados Unidos contra India
India, en julio y noviembre de 2013, exigió que EE. UU. respondiera a las revelaciones de que la misión india de la ONU en la ciudad de Nueva York y la embajada india en Washington habían sido objeto de espionaje.
El 2 de julio de 2014, los diplomáticos de los Estados Unidos fueron convocados por el Ministerio de Asuntos Exteriores de la India para discutir las denuncias de que la Agencia de Seguridad Nacional había espiado a individuos privados y entidades políticas en la India. Un documento de 2010 filtrado por Edward Snowden y publicado por el "Washington Post" reveló que las agencias de inteligencia estadounidenses habían sido autorizadas para espiar al primer ministro indio, Narendra Modi.
Las revelaciones de WikiLeaks de que las agencias de inteligencia occidentales han recurrido a los trabajadores de ayuda humanitaria y al personal de las ONG como Non-official cover hicieron que el gobierno de India intensificara la supervisión de teléfono satelital y el movimiento de personal que trabaja para organizaciones de ayuda humanitaria y agencias de ayuda al desarrollo en las proximidades de lugares sensibles.

#### Asuntos de política exterior
Según algunos analistas, las relaciones India–EE. UU. han sido tensas por el enfoque de la administración de Obama a Pakistán y el manejo de la [insurgencia talibán] en Afganistán. El Asesor de Seguridad Nacional de la India,  M.K. Narayanan, criticó al gobierno de Obama por vincular la disputa de Cachemira a la inestabilidad en Pakistán y Afganistán, y dijo que al hacerlo, el presidente Obama estaba "ladrando el árbol equivocado".  Política exterior  en febrero de 2009 también criticó el enfoque de Obama en el sur de Asia, y dijo que "la India puede ser parte de la solución en lugar de parte del problema" en el sur de Asia. También sugirió que India tome un papel más proactivo en la reconstrucción Afganistán, independientemente de la actitud de la Administración Obama. En un claro indicio de una creciente ruptura entre los dos países, India decidió no aceptar una invitación de los Estados Unidos para asistir a una conferencia sobre Afganistán a fines de febrero de 2009. Bloomberg también ha informado que, desde los aAtentados de Bombay de 2008, el ánimo público en la India ha sido presionar a Pakistán de manera más agresiva para que tome medidas contra los culpables del ataque terrorista, y que esto podría reflejarse en las próximas  elecciones generales indias en mayo de 2009. En consecuencia, la Administración Obama puede encontrarse en desacuerdo con la postura rígida de la India contra el terrorismo.
India y los gobiernos de los Estados Unidos han diferido en una variedad de asuntos regionales que van desde las cordiales relaciones de la India con Irán y Rusia hasta los desacuerdos de política exterior relacionados con Sri Lanka, Maldivas, Myanmar y Bangladés.
Robert Blake, Subsecretario de Estado para Asuntos de Asia Central y Meridional, desestimó cualquier preocupación sobre una política con la India sobre la política estadounidense AfPak. Llamando a la India y a los Estados Unidos "aliados naturales", Blake dijo que Estados Unidos no puede darse el lujo de cumplir con las prioridades estratégicas en Pakistán y Afganistán a "expensas de India".
India criticó la decisión de la Administración Obama de limitar  H-1B (temporal), y el entonces ministro de Asuntos Externos de la India Pranab Mukherjee (más tarde, presidente de la India) hasta 2017) dijo que su país se opondría a Estados Unidos proteccionismo "en varios foros internacionales. El ministro de Comercio de la India, Kamal Nath, dijo que India podría actuar en contra de las políticas de externalización de Obama en la Organización Mundial del Comercio. Sin embargo, el jefe asesor de externalización de KPMG dijo que la India no tenía motivos para preocuparse, ya que las declaraciones de Obama se dirigían contra "la externalización llevada a cabo por empresas manufactureras" y no la externalización de los servicios relacionados con la TI.
En mayo de 2009, Obama reiteró sus puntos de vista en contra de la subcontratación y criticó la política fiscal actual de los EE. UU. Sin embargo, durante la reunión del Consejo de Negocios de la India en junio de 2009, la secretaria de Estado de los Estados Unidos Hillary Clinton abogó por lazos económicos más fuertes entre la India y los Estados Unidos. También reprendió las políticas proteccionistas, diciendo que "[Estados Unidos] no usará la crisis financiera mundial como una excusa para recurrir al proteccionismo. Esperamos que la India trabaje con nosotros para crear un conjunto más abierto y equitativo de oportunidades para el comercio entre nuestros países".

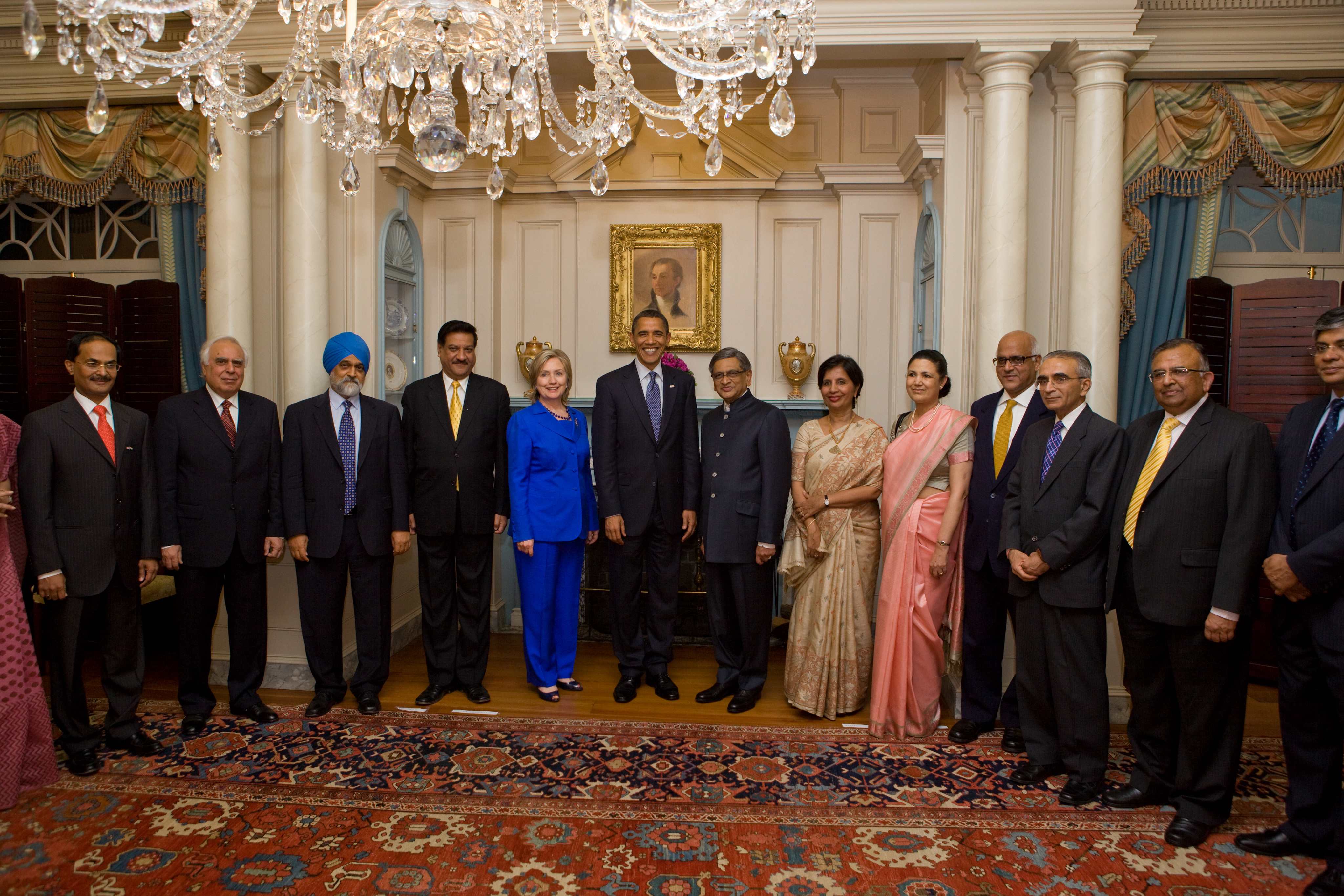
El presidente Barack Obama, la secretaria de Estado Hillary Clinton y la delegación india en la recepción del Diálogo Estratégico de los Estados Unidos y la India en el Departamento de Estado en Washington D. C., 2010.

En junio de 2010, los Estados Unidos y la India volvieron a comprometerse formalmente con el Diálogo Estratégico entre los Estados Unidos y la India iniciado bajo el mandato del Presidente Bush cuando una gran delegación de altos funcionarios indios, encabezada por el ministro de Asuntos Externos, S.M. Krishna, visitó Washington D. C. Como líder de la delegación de EE. UU., la secretaria de Estado Clinton alabó a India como "un socio indispensable y un amigo de confianza". El presidente Obama apareció brevemente en una recepción del Departamento de Estado de los Estados Unidos para declarar su firme convicción de que la relación de Estados Unidos con la India "será una de las asociaciones definitorias del siglo XXI". El Diálogo Estratégico produjo una declaración conjunta en la que los dos países se comprometieron a "profundizar los vínculos entre personas, de empresa a empresa y de gobierno a gobierno... para el beneficio mutuo de ambos países y para la promoción de Paz global, estabilidad, crecimiento económico y prosperidad ". Esbozó extensas iniciativas bilaterales en cada una de las diez áreas clave: (1) promover la seguridad mundial y combatir el terrorismo, (2) desarme y no proliferación, (3) relaciones comerciales y económicas, (4) alta tecnología, (5) seguridad energética, limpieza energía y cambio climático, (6) agricultura, (7) educación, (8) salud, (9) ciencia y tecnología, y (10) desarrollo.
En noviembre de 2010, Obama se convirtió en el segundo presidente de EE. UU. (Después de Richard Nixon en 1969) que realizó una visita a la India en su primer mandato. El 8 de noviembre, Obama también se convirtió en el segundo presidente de EE. UU. (Después de Dwight D. Eisenhower en 1959) en dirigirse a una sesión conjunta del Parlamento de India. En un importante cambio de política, Obama declaró el apoyo de Estados Unidos a la membresía permanente de India en el Consejo de Seguridad de la ONU. Llamando a la India –U.S. La relación "una asociación definitoria del siglo XXI", también anunció la eliminación de las restricciones de control de las exportaciones en varias compañías indias, y concluyó acuerdos comerciales por un valor de $ 10 mil millones, que se espera que creen y / o apoyen 50,000 empleos en los EE. UU.

##### Incidente de Devyani Khobragade
En diciembre de 2013, Devyani Khobragade, el Cónsul General Adjunto de India en Nueva York, fue arrestado y acusado por los fiscales federales de los Estados Unidos de presentar documentos de visa de trabajo falsos para su ama de llaves y pagarle a la ama de llaves "mucho menos que el salario legal mínimo ". El incidente posterior provocó protestas del gobierno indio y una ruptura en las relaciones entre India y Estados Unidos; Los indios expresaron su indignación por el hecho de que Khobragade fuera sometido a un registro a tiras (una práctica rutinaria para todas las personas arrestadas por el Servicio de Alguaciles de los Estados Unidos) y que se encontraba en la población general de internos. Por ejemplo, el ex primer ministro Manmohan Singh dijo que el tratamiento de Khobragade fue "deplorable".
India exigió una disculpa de los EE. UU. por su supuesta "humillación" y pidió que se retiraran los cargos, que los EE. UU. se negaron a hacer. El gobierno de la India tomó represalias por lo que consideraba el maltrato a su funcionario consular al revocar las tarjetas de identificación y otros privilegios del personal consular de los EE. UU. y sus familias en la India y eliminar las barreras de seguridad frente a la Embajada  de Estados Unidos en Nueva Delhi.
El gobierno de la India también impidió que los no diplomáticos utilizaran el club de la Asociación de Apoyo de la Comunidad Americana (ACSA) y el Club de la Embajada de Estados Unidos en Nueva Delhi, ordenando a estos clubes sociales que cesen todas las actividades comerciales que benefician al personal no diplomático antes del 16 de enero de 2014. El club ACSA opera un bar, una bolera, una piscina, un restaurante, un club de alquiler de videos, un gimnasio cubierto y un salón de belleza dentro de las instalaciones de la embajada. Las autorizaciones de importación libres de impuestos entregadas a diplomáticos y funcionarios consulares de los Estados Unidos para importar alimentos, alcohol y otros artículos domésticos fueron revocadas con efecto inmediato. Los vehículos y el personal de la embajada de EE. UU. Ya no son inmunes a las sanciones por infracciones de tránsito. Se pidió a los diplomáticos estadounidenses que mostraran los contratos de trabajo de toda la ayuda doméstica (cocineros, jardineros, conductores y personal de seguridad) empleados en sus hogares. Las autoridades indias también llevaron a cabo una investigación sobre American Embassy School.
Khobragade estaba sujeta a enjuiciamiento en el momento de su arresto porque solo tenía inmunidad consular (lo que le otorga una inmunidad de enjuiciamiento solo por actos cometidos en relación con obligaciones oficiales) y no la más extensa inmunidad diplomática. Después de su arresto, el gobierno indio trasladó a Khobragade a la misión de los indios en las Naciones Unidas, mejorando su estatus y confiriéndole inmunidad diplomática; como resultado, la acusación federal contra Khobragade se desestimó en marzo de 2014, aunque la puerta quedó abierta para volver a presentar los cargos. Se presentó una nueva acusación contra Khobragade, pero para ese momento ella había dejado el país. (En un esfuerzo por resolver la disputa, el Departamento de Estado de los Estados Unidos le había dicho a Khobragade que abandonara el país).
Nancy J. Powell, embajadora de los Estados Unidos en la India, renunció después del incidente, que fue ampliamente visto por la India "como consecuencia del embrollo". Algunos comentaristas sugirieron que el incidente y la respuesta podrían conducir a un daño mayor en las relaciones entre los Estados Unidos y la India. El exministro de Finanzas Yashwant Sinha pidió el arresto de parejas del mismo sexo de diplomáticos estadounidenses, citando la Corte Suprema de la India confirmada por la Sección 377 del Código Penal de la India por el cual la homosexualidad es ilegal en la India. El exasesor legal del Departamento de Estado John Bellinger cuestionó si la decisión de arrestar y detener a Khobragade fue una "política sensata... incluso si es técnicamente admisible" según la Convención de Viena sobre Relaciones Consulares, mientras que Robert D. Blackwill, el ex embajador de Estados Unidos en la India de 2001 a 2003, dijo que el incidente fue "estúpido". Sin embargo, dentro de un año del incidente, las relaciones entre EE. UU. e India volvieron a calentarse, ya que el presidente Obama, de Estados Unidos, visitó la India en enero de 2015.
Hablando en Harvard Law School en 2014, el fiscal de EE. UU. En Manhattan Preet Bharara, en el caso de Khobragade, dijo: "(No fue el crimen del siglo sino un crimen grave, por eso "El Departamento de Estado abrió el caso, por eso el Departamento de Estado lo investigó. Por eso los agentes de carrera en el Departamento de Estado pidieron a los fiscales de carrera en mi oficina que aprobaran los cargos penales". Bharara, quien nació en India, dijo que estaba molesto por los ataques que le hizo en la prensa india.
Khobragade fue originalmente una figura muy simpática en la India, ya que los indios vieron su arresto como una afrenta a la dignidad nacional. Las opiniones en la India cambiaron, sin embargo, después de que Khobragade fue objeto de dos investigaciones por parte del gobierno indio. Una investigación interna encontró que Khobragade había violado las regulaciones "al no informar al gobierno de que sus hijos habían sido emitidos pasaporte estadounidense" y como resultado Khobragade era disciplinado administrativamente; se realizó una segunda investigación sobre la serie de entrevistas de Khobragade sobre el caso, realizadas sin la autorización del Ministerio de Asuntos Exteriores.

#### Relación entre el Gobierno de los Estados Unidos y el ministro principal de Guyarat Narendra Modi (2001–2014)
Narendra Modi, el ministro principal de Guyarat entre 2001 y 2014, fue nombrado primer ministro de la India el 26 de mayo de 2014 después de que el Bharatiya Janata Party ganara decisivamente las elecciones generales de India de 2014. El gobierno de los Estados Unidos no anticipó por completo el ascenso político de Narendra Modi a la oficina del primer ministro de la India.
La violencia sectaria durante los disturbios de Guyarat en 2002 dañó las relaciones entre el gobierno de los Estados Unidos y Narendra Modi, el entonces ministro en jefe de Guyarat. Activistas de derechos humanos acusaron a Modi de fomentar la violencia antimusulmana. La ONG con sede en Nueva York Human Rights Watch, en su informe de 2002, implicó directamente a los funcionarios del estado de Guyarat en la violencia contra los musulmanes.
En 2012, un Equipo de Investigación Especial (SIT) designado por el Tribunal Supremo de la India no encontró "pruebas procesables" contra Modi. La Corte Suprema de la India absolvió a Narendra Modi de cualquier delito cometido durante los disturbios de 2002 en Guyarat.
Antes de que Narendra Modi se convirtiera en primer ministro de la India, el gobierno de los Estados Unidos hizo saber que no se le permitiría viajar a los Estados Unidos como ministro principal de Guyarat. Michael Kugelman, de Centro Internacional para Académicos Woodrow Wilson opinó que, aunque técnicamente hablando no hubo una "prohibición de visa" en los EE. UU. De 2005 a 2014, la política del gobierno de EE. UU. de considerar a Modi como "persona no grata" dio como resultado una restricción de viaje. Después de que EE. UU. revocó su visa B1/B2 en 2005 y se negó a aceptar su solicitud para una visa A2, el Departamento de Estado de los EE. UU. afirmó que la política de visas se mantuvo sin cambios: "(Sr. Modi) es bienvenido para solicitar una visa y esperar revisión como cualquier otro solicitante".
Lisa Curtis, investigadora principal para Asia Meridional en el Centro de Estudios Asiáticos de la Fundación Heritage, explora que "EE. UU. debe mostrar su voluntad y compromiso a colaborar con el nuevo gobierno, y que no se detendrá en la controversia de los disturbios de Gujarat en 2002, lo que llevó a los Estados Unidos a revocar la visa de Modi en 2005 ".
El 11 de junio de 2014, Robert Blackwill, el ex Coordinador de Planificación Estratégica y Asesor Adjunto de Seguridad Nacional de los Estados Unidos durante la presidencia de George W. Bush, habló extensamente sobre India-EE. UU. y dijo: "El señor Modi es un líder decidido. Es franco y franco. También trabajé con él durante el terremoto de Gujarat cuando fui nombrado embajador (en los EE. UU.) en la India... El actual Obama cometió un error. La administración retrasó el compromiso con el señor Modi. No sé por qué lo hicieron, pero definitivamente, esto no ayudó a construir una relación... La vieja fórmula y los estereotipos no funcionarán si la administración de los EE. UU. quiere comprometerse con el señor Modi. "El primer ministro de la India es sincero, directo e inteligente. Dice lo que piensa. La administración estadounidense también tiene que entablar una conversación sincera cuando el señor Modi se reúne con el presidente Obama a finales de este año. Tienen que hacer algo innovador para comprometerse con él".

##### Denegación de solicitud de visa y revocación de visa 2005
En 2005, el Departamento de Estado de los EE. UU. utilizó una disposición de la Ley de Libertad Religiosa Internacional (IRFA, por sus siglas en inglés) de 1998 para revocar la visa de turista / negocios de Modi citando la sección 212 (a) (2) (g) de la Ley de Inmigración y Nacionalidad de los EE. UU. La disposición de la IRFA "hace que cualquier funcionario de un gobierno extranjero que 'haya sido responsable o llevado a cabo directamente, en cualquier momento, en particular las violaciones graves de la libertad religiosa' no sea elegible para una visa para los Estados Unidos".
David C. Mulford, el embajador de EE. UU. en la India de 2003 a 2009, justificó el rechazo de una visa diplomática a Modi en una declaración emitida el 21 de marzo de 2005 que declara que el Departamento de Estado de EE. UU. reafirmó la decisión original de revocar La visa de turista / negocios de Modi a la que el más alto poder judicial de India se abstuvo de los cargos de Modi más adelante sobre el tema en particular:
Esta decisión se aplica únicamente al Sr. Narendra Modi. Se basa en el hecho de que, como jefe del gobierno estatal en Gujarat entre febrero de 2002 y mayo de 2002, fue responsable del desempeño de las instituciones estatales en ese momento. Las opiniones detalladas del Departamento de Estado sobre este asunto se incluyen en sus Informes anuales sobre prácticas de derechos humanos y en el Informe internacional sobre libertad religiosa. Ambos informes documentan la violencia en Gujarat desde febrero de 2002 hasta mayo de 2002 y citan el informe de la Comisión Nacional de Derechos Humanos de la India, que afirma que hubo "un fracaso generalizado por parte del gobierno estatal para controlar la violación persistente de los derechos de vida, libertad, Igualdad y dignidad de la gente del estado ".
Modi sigue siendo la única persona a la que se le ha prohibido viajar a los Estados Unidos en virtud de la disposición de la Ley de Inmigración y Nacionalidad de los Estados Unidos (INA) de la Ley Internacional de Libertad Religiosa (INA) debido a su interés político.
Robert Blackwill, ex embajador de Estados Unidos en la India opinó: "Creo que fue un grave error de parte de la última administración (Bush) hacer eso (negar a Modi una visa) y de la administración actual (Obama) mantenerlo en su lugar. .. todo el camino hasta las elecciones indias de 2014 ". Blackwill destacó la decisión de negarle a Modi una visa como "absolutamente única" que involucra intereses políticos privados y dice que las personas que tomaron la decisión "pensaron, es bastante seguro, porque nunca va a ser Primer Ministro". Modi fue declarado no culpable de los cargos por el poder judicial de la India.
Nicholas Burns, exsubsecretario de Estado para Asuntos Políticos de los Estados Unidos de 2005 a 2008, habló sobre la denegación de la visa diciendo: "Los funcionarios del gobierno de Bush, incluyéndome a mí, creían que esta era la decisión correcta en ese momento". y ha opinado que "ahora que parece que Modi se convertirá en primer ministro, es razonable que el gobierno de Obama diga que han pasado 12 años [desde los disturbios de 2002], y estaremos encantados de tratar con él".

##### Lista negra de visas USCIRF 2009
En 2009, el informe de la Comisión de Estados Unidos para la Libertad Religiosa Internacional (USCIRF) después de ignorar los puntos de vista y la decisión del organismo independiente (SIT) establecido por el más alto poder judicial de la India alegó con vehemencia que había "pruebas significativas" que vinculaban a Narendra Modi con disturbios comunales en el estado en 2002 y le pidió a la administración de Obama que continuara con la política de evitar que viaje a los Estados Unidos.
El gobierno de Obama mantuvo la decisión tomada en 2005 por el gobierno de George W. Bush de negar la entrada de Narendra Modi a los Estados Unidos de América. El gobierno de EE. UU. dice que Modi puede eludir el régimen de sanciones de USCIRF visitando a Washington con una visa A1 de jefes de Gobierno, siempre y cuando sea el primer ministro de la India. Según el portavoz del Departamento de Estado de EE. UU., Jen Psaki: "La ley de EE.UU. exime a los funcionarios de gobiernos extranjeros, incluidos los jefes de Estado y los jefes de gobierno de ciertos motivos de inadmisibilidad". El rechazo de la visa se produjo después de que algunos grupos de origen indio y organizaciones de derechos humanos con visión política hicieron una campaña contra Modi, incluida la Coalición contra el Genocidio.

### Gobierno BJP (2014 – presente)

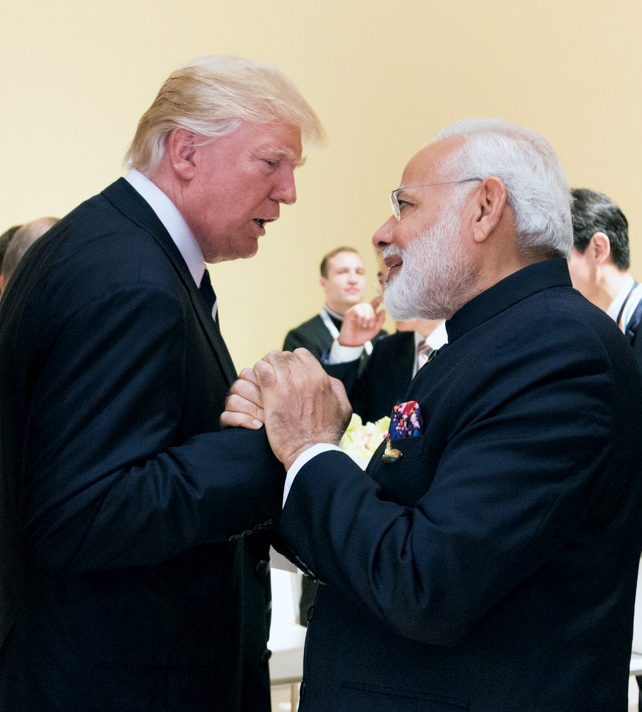
El Presidente de los Estados Unidos Donald Trump (izquierda) con el primer ministro de la India Narendra Modi (derecha) Cumbre del G-20 de Hamburgo, Alemania, julio de 2017.

En la actualidad, India y los Estados Unidos comparten una extensa y creciente relación cultural, estratégica, militar y económica que se encuentra en la fase de implementación de medidas de fomento de la confianza (CBM) para superar el legado del déficit de confianza - Provocado por las políticas exteriores adversas de los Estados Unidos. y múltiples instancias de negación de la tecnología. - que han plagado la relación durante varias décadas. Las expectativas poco realistas después de la conclusión del Acuerdo Nuclear Civil entre EE. UU. e India de 2008 (que subestimó la opinión pública negativa sobre la viabilidad a largo plazo de la generación de energía nuclear y el respaldo de la sociedad civil a las garantías contractuales sobre salvaguardias y responsabilidad) han cedido al realismo pragmático y al reenfoque en áreas de cooperación que cuenten con un consenso político y electoral favorable.
Los desarrollos recientes más importantes incluyen el rápido crecimiento de la economía de la India, los vínculos más estrechos entre las industrias de India y Estados Unidos, especialmente en los sectores de tecnología de la información y las comunicaciones (TIC), ingeniería y medicina, una alianza informal tipo entente para gestionar una aseveración cada vez más asertiva China, una sólida cooperación contra el terrorismo, el deterioro de las relaciones entre Estados Unidos y Pakistán, la flexibilización de los controles de exportación sobre productos y tecnologías de doble uso (99% de las licencias aplicadas para ahora están aprobados), and reversal of long-standing American opposition to India's strategic program.
La creación de ingresos en los EE. UU. a través del empleo basado en el conocimiento de los indios asiáticos ha superado a todos los demás grupos étnicos según los datos del Censo de los Estados Unidos. La creciente influencia financiera y política de la diáspora india es notable. Los hogares indios americanos son los más prósperos de los EE. UU. con un ingreso medio de US $ 100.000, seguidos por los estadounidenses de origen chino con US $ 65000. El ingreso promedio por hogar en los Estados Unidos es de US $ 50000.
EE. UU. e India continúan diferenciándose en temas que van desde el comercio hasta las libertades civiles. El Ministerio del Interior indio, a través de una declaración jurada presentada ante el Tribunal Superior de Delhi el 13 de febrero de 2015, afirmó que los Informes de los países sobre derechos y prácticas se han convertido en instrumentos de política exterior: estos informes se realizan con el fin de que se utilicen como instrumentos de política exterior ". La declaración jurada también afirmaba que los informes de los Estados Unidos, el Reino Unido y el Parlamento Europeo eran parciales, ya que "no brindan oportunidad al Gobierno de la India ni a la embajada/comisión local para registrar su opinión y están fuertemente sesgados contra el país objetivo". El informe anual del Departamento de Estado de 2014  Informe sobre la trata de personas (TIP) pareció clasificar el incidente de Khobragade como un ejemplo de trata de personas, diciendo: "Un funcionario consular indio en el consulado de Nueva York fue acusado en diciembre de 2013 por fraude de visa relacionado con su presunta explotación de una trabajadora doméstica india ". En respuesta, India no ha mostrado ninguna urgencia para permitir visitas a India por parte del recién nombrado embajador contra el tráfico de personas en los Estados Unidos Susan P. Coppedge y el enviado especial de los Estados Unidos para los derechos LGBT Randy Berry. Bajo Sección 377 del Código Penal de la India la homosexualidad es ilegal en la India. El embajador de la India en EE. UU., Arun K.Singh, reiteró el compromiso de la India de trabajar dentro de un marco internacional para abordar el problema de la trata, pero rechazó cualquier "evaluación unilateral" de otro país que diga "Nunca lo aceptaremos" y restó importancia a las visitas: "Cuando le pregunta a un funcionario de EE. UU. Cuándo se le otorgará una visa a alguien, siempre dice" evaluaremos cuándo se solicita la visa "... No puedo hacer nada mejor que reiterar la posición de Estados Unidos ".
En febrero de 2016, el gobierno de Obama notificó al Congreso de los EE. UU. Que tenía la intención de proporcionar a Pakistán ocho cazas F-16 con capacidad nuclear y diversos artículos militares, incluidos ocho radares en el aire AN / APG-68 (V) 9 y ocho ALQ 211 (V) 9 suites de guerra electrónica a pesar de las fuertes reservas de los legisladores estadounidenses con respecto a la transferencia de cualquier plataforma capaz de armas nucleares a Pakistán. Shashi Tharoor, un representante electo del partido del Congreso en la India, cuestionó la esencia de la India – EE. UU. "Estoy muy decepcionado al escuchar esta noticia. La verdad es que continuar aumentando la calidad de las armas disponibles para un régimen irresponsable que ha enviado terroristas a la India, y en nombre del antiterrorismo, es un cinismo de primer orden". ". El Gobierno de la India convocó al Embajador de los Estados Unidos en la India para transmitir su desaprobación con respecto a la venta de aviones de combate F-16 a Pakistán.
En febrero de 2017, el embajador de la India en los Estados Unidos Navtej Sarna organizó una recepción para la Asociación Nacional de Gobernadores (NGA), a la que asistieron los Gobernadores de 25 estados y representantes principales de 3 estados más. Esta fue la primera vez que tal evento ha ocurrido. Al explicar el motivo de la reunión, el gobernador de Virginia y el presidente de la NGA Terry McAuliffe declararon que "la India es el mayor socio estratégico de Estados Unidos". Además, agregó: "Entendemos claramente la importancia estratégica de la India, de las relaciones entre la India y los Estados Unidos. A medida que crecemos en nuestra economía del siglo XXI, la India ha sido tan fundamental para ayudarnos a desarrollar nuestra tecnología y nuestras profesiones médicas. Reconocemos a un país que ha sido un aliado estratégico tan cercano de los EE. UU. Es por eso que los Gobernadores estamos aquí esta noche ". McAuliffe, quien ha visitado India 15 veces, también instó a otros Gobernadores a visitar el país con delegaciones comerciales para aprovechar las oportunidades.

#### Relación entre el Gobierno de los Estados Unidos y el primer ministro de la India, Narendra Modi (a partir de 2014)

##### La visita de Modi a América, 2014
Durante la segunda vuelta de las elecciones generales indias de 2014, hubo un amplio escepticismo con respecto al futuro de India-EE. UU. relación estratégica Narendra Modi, cuya visa estadounidense había sido revocada mientras era el ministro principal de Guyarat, fue boicoteada por funcionarios estadounidenses durante casi una década. por su supuesto papel en los disturbios de Guyarat de 2002. Sin embargo, al sentir la inevitable victoria de Modi mucho antes de la elección, la embajadora de los Estados Unidos en la India Nancy Powell se acercó a él. Además, tras su elección en 2014 como primer ministro de India el Presidente Obama lo felicitó por teléfono y lo invitó a visitar los Estados Unidos. El Secretario de Estado de los Estados Unidos John Kerry visitó Nueva Delhi el 1 de agosto para preparar el terreno para la primera visita de Modi a Estados Unidos como primer ministro. En septiembre de 2014, días antes de visitar los EE. UU. En una entrevista a Fareed Zakaria de CNN, Modi dijo que "India y Estados Unidos están unidos por la historia y la cultura", pero reconocieron que Ha habido "altibajos" en las relaciones. Modi viajó a Estados Unidos del 27 al 30 de septiembre de 2014, comenzando con su discurso inaugural en el sexagésimo noveno período de sesiones de la Asamblea General de las Naciones Unidas seguido de una recepción pública de gala por parte de la comunidad indio americana en Madison Square Garden de Nueva York antes de dirigirse Washington D. C. por la conversación bilateral con Obama. Mientras estaba allí, Modi también se reunió con varios líderes empresariales estadounidenses y los invitó a unirse a su ambicioso programa Make in India en un intento por convertir a India en un centro de fabricación.

##### Visita de Barack Obama a la India, 2015
El presidente Barack Obama se convirtió en el primer presidente de los EE. UU. en ser el invitado principal de las celebraciones del 66. ° Día de la República de la India, celebradas el 26 de enero de 2015. India y los Estados Unidos celebraron su primer diálogo bilateral sobre las Naciones Unidas y los asuntos multilaterales en el espíritu de la "Declaración de Amistad de Delhi" que fortalece y amplía la relación de los dos países como parte de la Agenda de Desarrollo Post-2015.
La ausencia notoria de anuncios importantes, un indicador clave del estado de las relaciones de Estados Unidos con el país anfitrión, llevó a los comentaristas políticos de ambos países a destacar los aspectos de confianza de la visita.

##### La visita de Modi a Estados Unidos, 2015
El primer ministro Narendra Modi realizó una gira por el Silicon Valley y se reunió con empresarios, varios de los cuales son personas de origen indio, involucrados en microelectrónica, comunicaciones digitales y nuevas empresas de biotecnología para promover el gobierno de la NDA Make in India  iniciativa. Modi dejó la costa oeste de los EE. UU. y viajó a Nueva York para asistir a la reunión de la Asamblea General de la ONU de 2015, donde tuvo conversaciones bilaterales con el presidente de los Estados Unidos, Barack Obama.

##### La visita de Modi a Estados Unidos, 2016

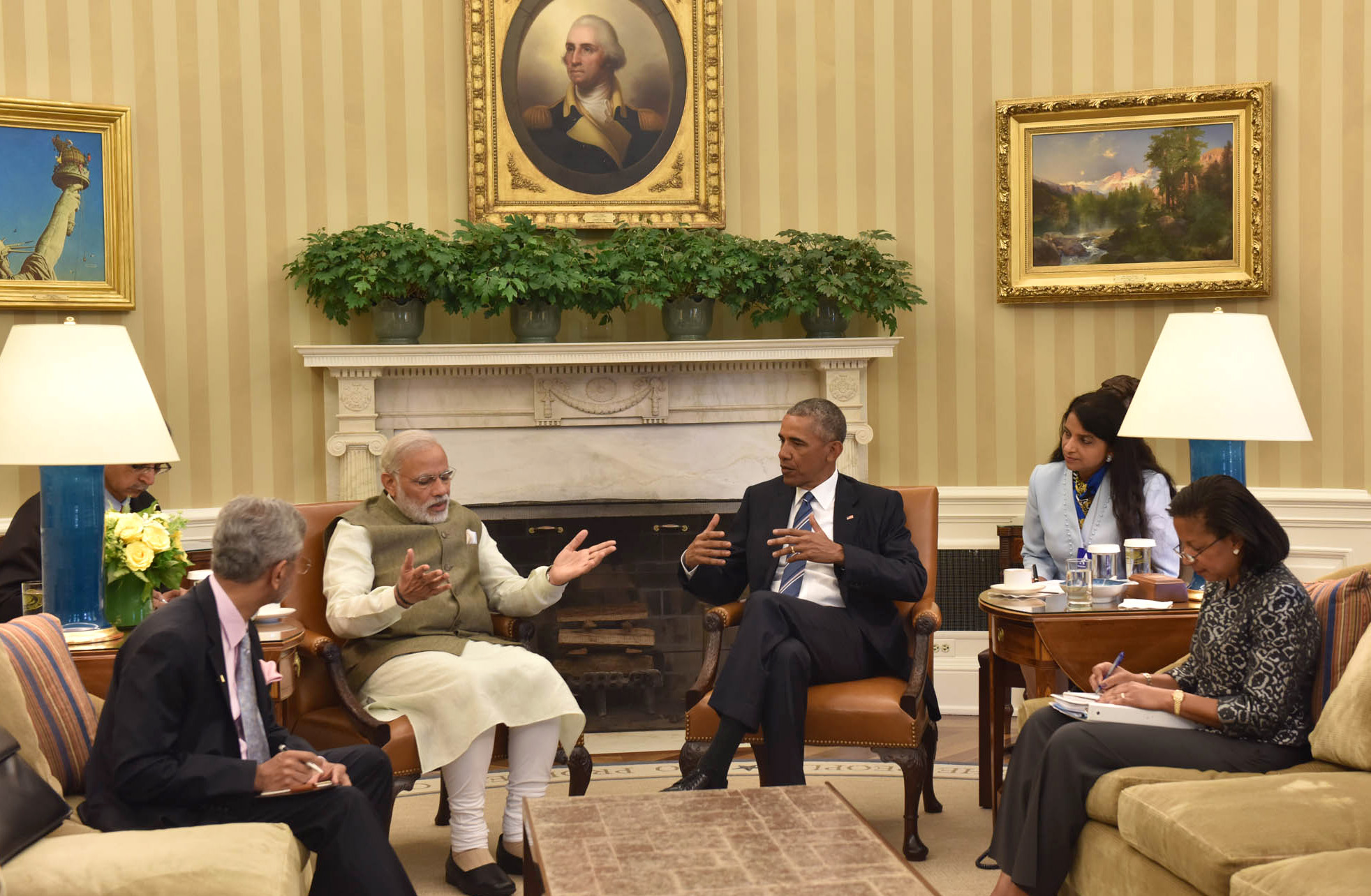
El primer ministro, Shri Narendra Modi se reunió con el presidente de Estados Unidos, el Sr. Barack Obama en la Oficina Oval, en la Casa Blanca, en Washington D. C., el 7 de junio de 2016.

El primer ministro, Shri Narendra Modi se reunió con el presidente de Estados Unidos, el Sr. Barack Obama en la Oficina Oval, en la Casa Blanca, en Washington D. C. , USA el 7 de junio de 2016. En un discurso que duró más de 45 minutos, el Sr. Modi dibujó paralelos entre los dos países y abordó una variedad de temas en los que los dos países han trabajado juntos en el pasado y dónde se encontraría el futuro curso de acción.

##### La visita de Modi a Estados Unidos, 2017
El 26 de junio, el primer ministro Narendra Modi visitó los Estados Unidos y se reunió con el presidente Donald Trump.
El 8 de noviembre de 2017, EE. UU. anunció una donación de casi USD 500.000 para organizaciones que pueden aportar ideas y proyectos para promover la libertad religiosa en la India y Sri Lanka.

##### La visita de Trump a India, 2020
El 24 de febrero de 2020 el presidente Trump fue recibido en la India con un multitudinario acto llamado «Námaste Trump».
Ambos mandatarios acordaron que India comenzó a comprar helicópteros de ataque y otros equipos militares estadounidenses por valor de 3000 millones de dólares además de que un acuerdo con ExxonMobil hizo que India importe más gas natural licuado (GNL) de Estados Unidos. Se trató el tema de que India buscó diversificar su cartera de petróleo. En 2020 India importaba el 50 % de sus equipos de defensa de Rusia.
Durante la visita de 2020, Trump habló sobre sus dudas de la seguridad de la tecnología 5G proveída por Huawei, sin decirlo explícitamente diciendo: «Durante nuestra visita hablamos de la importancia de una red inalámbrica 5G segura y de la necesidad de que esta tecnología emergente sea una herramienta para la libertad, el progreso, la prosperidad, y no para hacer nada con lo que pueda ser incluso concebida como un conducto para la supresión y la censura». Esto en el contexto de que ambos países tuvieron preocupaciones sobre China. Trump llamó a la región como «Indo-Pacífica» en vez de «Asia-Pacífico», como preferiría China.

## Relaciones militares
Estados Unidos tiene cuatro acuerdos "fundacionales" que firma con sus socios de defensa. El Pentágono describe los acuerdos como "instrumentos de rutina que los EE. UU. Utilizan para promover la cooperación militar con las naciones socias". Los funcionarios estadounidenses han declarado que los acuerdos no son requisitos previos para la cooperación de defensa bilateral, pero harían que sea más sencillo y más rentable realizar actividades como repostar aviones o barcos en los otros países y brindar asistencia en casos de desastre. El primero de los cuatro acuerdos, el Acuerdo de Seguridad General de Información Militar (GSOMIA), fue firmado por la India y los EE. UU. En 2002. El acuerdo permite el intercambio de inteligencia militar entre los dos países y requiere que cada país proteja los otros clasificados. información. El segundo acuerdo, el Memorándum de Acuerdo de Intercambio Logístico (LEMOA), fue firmado por los dos países el 29 de agosto de 2016. El LEMOA permite que los militares de cualquiera de los países utilicen las bases de los otros para reabastecerse o realizar reparaciones. El acuerdo no hace que la provisión de soporte logístico sea vinculante para ninguno de los países, y requiere una autorización individual para cada solicitud. El tercer acuerdo, el Acuerdo de Compatibilidad y Seguridad de las Comunicaciones (COMCASA) se firmó durante el diálogo inaugural 2+2 en septiembre de 2018. Es una variante específica de la India del Memorando de Acuerdo de Seguridad de las Comunicaciones y la Información (CISMOA) que permite a los dos países compartir comunicaciones seguras e intercambiar información sobre equipos aprobados durante los ejercicios y operaciones de capacitación bilaterales y multinacionales. El cuarto acuerdo, Acuerdo Básico de Intercambio y Cooperación (BECA) aún no se ha firmado. Permite el intercambio de productos geoespaciales no clasificados y controlados, datos topográficos, náuticos y aeronáuticos, productos y servicios aeronáuticos entre la India y los Estados Unidos Agencia Nacional de Inteligencia-Geoespacial (NGA). El ministro de Defensa, Manohar Parikkar, declaró en la firma del LEMOA que la India finalmente firmará los acuerdos restantes.
Harsh V. Pant, profesor de relaciones internacionales en el King's College de Londres, destacó la importancia de la India para la planificación estratégica de EE. UU. Al decir: "India es clave para la capacidad de EE. UU. Para crear un equilibrio estable de poder en el Indo-Pacífico más grande y en un momento de limitaciones de recursos, necesita socios como India para apuntalar su credibilidad en la región frente al ataque chino ". Robert Boggs, profesor de Estudios de Asia Meridional en el Centro de Estudios Estratégicos del Cercano Oriente y Asia Meridional, opina que Estados Unidos "sobreestima tanto el deseo de India de mejorar la relación y los beneficios que ello conlleva". Neelam Deo, director del think tank de política exterior Gateway House, subrayó la importancia que la India otorga a la protección de sus intereses nacionales al decir: "India es un país grande, con sus propios objetivos e imperativos estratégicos y actuará en las oportunidades donde convergen los intereses, como lo ha hecho en el pasado".
Reconociendo a la India como una clave para sus intereses estratégicos, Estados Unidos ha tratado de fortalecer su relación con la India. Los dos países son las democracias más grandes del mundo, y ambos están comprometidos con la libertad política protegida por un gobierno representativo. Los Estados Unidos y la India tienen un interés común en el libre flujo de comercio y recursos, incluso a través de las rutas marítimas vitales del Océano Índico. En los últimos años, la India ha realizado grandes ejercicios militares conjuntos con EE. UU. en el Océano Índico.
Estados Unidos como parte de su política exterior para contrarrestar a China. que ahora está creciendo agresivamente a la posición superior que ahora ocupa Estados Unidos, quiere hacer de India uno de los principales socios de defensa para los cuales está en conversaciones con representantes indios para vender drones predadores altamente avanzados tecnológicamente.
India ha lanzado una licitación para comprar 100 aviones de combate multiusos competencia MRCA de la India (también llamada Madre de todos los acuerdos de defensa) de alrededor de 15 mil millones de dólares bajo la iniciativa de Narendra Modi Make in India . Aunque el acuerdo aún no se ha finalizado en 2018, la administración de Present USA Trump ahora está impulsando las ventas de Lockheed Martin F-16 Fighting Falcon avanzadas, y Boeing F/A-18 Super Hornet
Sin embargo, ha habido algunas diferencias, incluidas las preocupaciones de los Estados Unidos sobre los programas de armas nucleares y el ritmo de las reformas económicas en la India. En el pasado, estas preocupaciones pueden haber dominado el pensamiento de los Estados Unidos, pero hoy en día los Estados Unidos consideran a la India como una potencia mundial con la que comparte intereses estratégicos comunes. Una asociación sólida entre los dos países continuará abordando las diferencias y configurando un futuro dinámico y colaborativo.
En una reunión entre el presidente George W. Bush y el primer ministro Atal Bihari Vajpayee en noviembre de 2001, los dos líderes expresaron un gran interés en transformar la relación bilateral entre Estados Unidos e India. Las reuniones de alto nivel y la cooperación concreta entre los dos países aumentaron durante 2002 y 2003. En enero de 2004, los Estados Unidos y la India lanzaron los "Próximos pasos en la asociación estratégica" (NSSP), que fue un hito en la transformación de la relación bilateral. y un plano para su progreso.
En julio de 2005, Bush recibió al primer ministro Manmohan Singh en Washington D. C.. Los dos líderes anunciaron la finalización exitosa del NSSP, así como otros acuerdos que mejoraron la cooperación en las áreas civil, civil y civil. El espacio, y el comercio de alta tecnología. Otras iniciativas anunciadas incluyeron un diálogo económico entre EE. UU. E India, la lucha contra el VIH / sida, el socorro en casos de desastre, la cooperación tecnológica, una iniciativa de conocimientos sobre agricultura, un foro de política comercial, un diálogo sobre energía, un foro de CEO y una iniciativa para ayudarnos mutuamente a promover la democracia y la libertad. El presidente Bush realizó una visita recíproca a la India en marzo de 2006, durante la cual se revisaron los avances de estas iniciativas y se lanzaron nuevas iniciativas.
En junio de 2015, el secretario de defensa de los Estados Unidos Ashton Carter visitó la India y se convirtió en el primer secretario de defensa estadounidense en visitar un comando militar indio. En diciembre del mismo año, Manohar Parrikar se convirtió en el primer ministro de defensa indio en visitar el Comando de los Estados Unidos del Pacífico.
En marzo de 2016, India rechazó una propuesta de EE. UU. Para unirse a patrullas navales en el Mar de China Meridional junto a Japón y Australia. El ministro de Defensa Manohar Parrikar dijo: "India nunca ha participado en ninguna patrulla conjunta; solo hacemos ejercicios conjuntos. La cuestión de la patrulla conjunta no surge".
En enero de 2017, Peter Lavoy, Director Sénior para Asuntos del Sur de Asia en el Consejo de Seguridad Nacional de los Estados Unidos, declaró que la asociación entre India y los Estados Unidos bajo la administración de Barack Obama había sido "increíblemente exitosa". Lavoy declaró: "Puedo decirles definitivamente que debido a nuestras asociaciones, se frustraron varios complots de terrorismo. Se salvaron vidas de indígenas y estadounidenses debido a esta asociación".

### Cooperación nuclear
A fines de septiembre de 2001, el presidente Bush levantó las sanciones impuestas bajo los términos de la Ley de Prevención de la Proliferación Nuclear de 1994 luego de las pruebas nucleares de la India en mayo de 1998. Una sucesión de diálogos de no proliferación salvó muchas de las brechas en el entendimiento entre los países.
En diciembre de 2006, el Congreso de los EE. UU. Aprobó el histórico Acta de Cooperación Atómica Pacífica entre la India y los Estados Unidos, que permite el comercio nuclear directo de civiles con la India por primera vez en 30 años. La política de los Estados Unidos se había opuesto a la cooperación nuclear con la India en años anteriores porque la India había desarrollado armas nucleares en contra de las convenciones internacionales y nunca había firmado el Tratado de No Proliferación Nuclear (TNPN). La legislación allana el camino para que la India compre reactores nucleares y combustible para uso civil en los Estados Unidos.
El Acuerdo Nuclear Civil India-Estados Unidos también denominado "Acuerdo 123", firmado el 10 de octubre de 2008, es un acuerdo bilateral para la cooperación nuclear pacífica que rige el comercio nuclear civil entre empresas estadounidenses e indias para participar en las demás sector civil de la energía nuclear. Para que el acuerdo sea operativo, los proveedores y operadores nucleares deben cumplir con la Ley de Responsabilidad Nuclear de 2010 de la India, que estipula que los proveedores, contratistas y operadores nucleares deben asumir la responsabilidad financiera en caso de un accidente.
Los accidentes industriales prominentes (desastre de Bhopal y el Accidente nuclear de Fukushima I) han llevado a un mayor escrutinio por parte de la sociedad civil a la responsabilidad corporativa y las obligaciones de responsabilidad financiera de los proveedores y operadores de infraestructura crítica. En 2010, el Parlamento de la India votó la Ley de Responsabilidad Nuclear para abordar las preocupaciones y proporcionar responsabilidad civil por daños nucleares y una rápida compensación a las víctimas de un incidente nuclear.

## Relaciones económicas
Estados Unidos es uno de los mayores inversores directos de la India. Desde 1991 hasta 2004, el flujo de entrada de IED aumentó de USD $ 11 millones a $ 344,4 millones, totalizando $ 4,130 millones. Este es un aumento compuesto de 57,5 por ciento anual. Las inversiones directas indias en el extranjero comenzaron en 1992, y las corporaciones indias y las empresas socias registradas ahora pueden invertir en negocios hasta el 100 por ciento de su patrimonio neto. Las mayores inversiones salientes de la India se encuentran en el sector manufacturero, que representa el 54,8 por ciento de las inversiones extranjeras del país. Las segundas más grandes están en servicios no financieros (desarrollo de software), que representan el 35,4 por ciento de las inversiones.
El 3 de agosto de 2018, la India se convirtió en la tercera nación asiática en obtener el estado de Autorización Estratégica de Comercio-1 (STA-1) por parte de los Estados Unidos. STA-1 permite la exportación de productos de alta tecnología en el espacio civil y la defensa de los Estados Unidos a la India.

### Relaciones comerciales

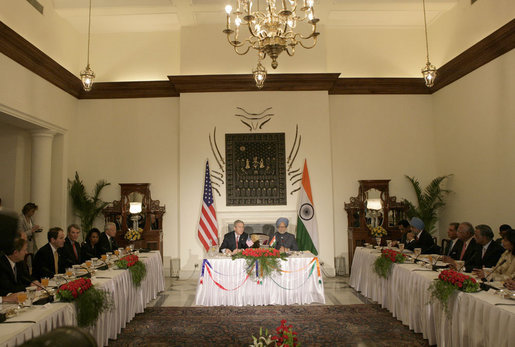
El Presidente de los Estados Unidos George W. Bush y el primer ministro de la India Manmohan Singh durante una reunión con líderes empresariales indios y estadounidenses en Nueva Delhi.

EE. UU. Es el segundo socio comercial más grande de la India, e India es su noveno socio comercial más grande. En 2017, los EE. UU. exportaron productos por valor de $ 25,7 mil millones a la India e importaron productos por valor de $ 48,6 mil millones a la India. Los principales artículos importados de la India incluyen tecnología de la información servicios, textiles, maquinaria, gemas y diamantes, productos químicos, hierro y acero productos, café, té, y otros productos alimenticios comestibles. Los principales artículos estadounidenses importados por India incluyen aeronaves, fertilizantes, hardware de computadora, chatarra de metal y equipos médicos.
Los Estados Unidos son también el mayor socio de inversión de la India, con una inversión directa de $ 10 mil millones (que representa el 9 por ciento del total de la inversión extranjera). Los estadounidenses han realizado inversiones extranjeras notables en la generación de energía del país asiático, telecomunicaciones, puertos, carreteras, exploración y procesamiento de petróleo e industrias mineras.
Las importaciones estadounidenses desde la India ascendieron a $ 46,6 mil millones o el 2% de sus importaciones totales, y el 15,3% de las exportaciones totales de la India en 2015. Las 10 principales materias primas exportadas de la India a los EE. UU. fueron:
1. Gemas, metales preciosos y monedas ($ 9,5 mil millones)
2. Productos farmacéuticos ($ 6,1 mil millones)
3. Petróleo ($ 2,8 mil millones)
4. Maquinaria: $ 2,5 mil millones
5. Otros textiles, ropa usada: $ 2,5 mil millones
6. Ropa (no tejida o croché): $ 2,2 mil millones
7. Productos químicos orgánicos: $ 2,1 mil millones
8. Ropa de punto o ganchillo: $ 1,7 mil millones.
9. Vehículos: $ 1,4 mil millones
10. Productos Hierro o acero: $ 1,3 mil millones

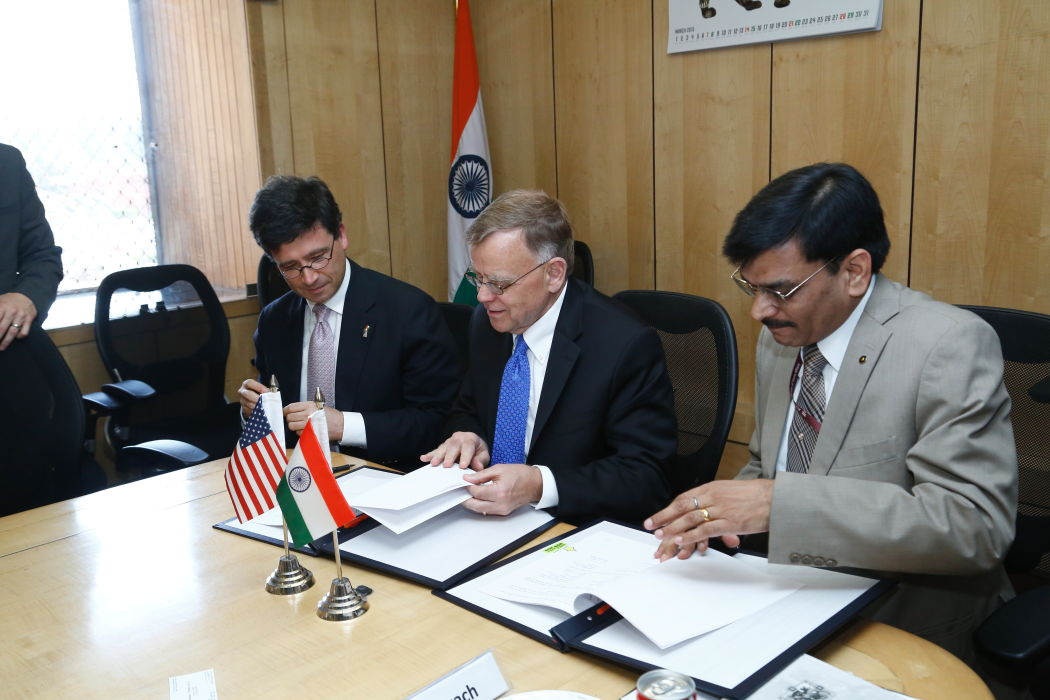
Los funcionarios de la Administración de Alimentos y Drogas y Consejo de Inspección de Exportaciones revisan memorando de entendimiento sobre seguridad alimentaria en 2015.

Las exportaciones estadounidenses a la India ascendieron a $ 20,5 mil millones o el 5,2% de las importaciones totales de la India en 2015. Las 10 principales materias primas exportadas desde los Estados Unidos a la India fueron:
1. Gemas, metales preciosos y monedas ($ 3,4 billones)
2. Maquinaria: $ 3 mil millones
3. Equipo electrónico: $ 1,6 mil millones
4. Equipo médico, técnico: $ 1,4 mil millones.
5. Petróleo: $ 1,3 mil millones
6. Aviones, naves espaciales: $ 1,1 mil millones.
7. Plásticos: $ 815,9 millones
8. Productos químicos orgánicos: $ 799,4 millones
9. Otros productos químicos: $ 769,1 millones.
10. Frutas, nueces: $ 684,7 millones

En julio de 2005, el presidente Bush y el primer ministro Manmohan Singh crearon un nuevo programa llamado Foro de política comercial. Está dirigido por un representante de cada nación. El representante de Comercio de los Estados Unidos era Rob Portman, y el secretario de Comercio de la India en ese momento - ministro de Comercio Kamal Nath. El objetivo del programa es aumentar el flujo de comercio e inversión bilateral. Hay cinco subdivisiones principales del foro de política comercial, que incluyen:
- El grupo Comercio agrícola tiene tres objetivos principales: acordar términos que permitan a la India exportar mangos a los Estados Unidos, permitiendo a la [Autoridad de Desarrollo de Exportación de Productos Alimentarios Agrícolas y de Proceso] de la India (APEDA) certificar productos indios a las normas de la US Departamento de Agricultura, y la ejecución de procedimientos reglamentarios para aprobar cera comestible en frutas.
- Los objetivos del Arancel y el grupo de Barreras no arancelarias incluyen acordar que los insecticidas fabricados por compañías estadounidenses se puedan vender en toda la India. India también acordó reducir las regulaciones especiales sobre el comercio bebidas carbonatadas, muchas  medicamentos, y reducir las regulaciones sobre muchas importaciones que no son de naturaleza agrícola. Ambas naciones acordaron discutir aspectos mejorados de la regulación india en el comercio de joyería, partes de computadora, motocicletas, fertilizantes y las tarifas que afectan la exportación estadounidense de ácido bórico. El grupo también ha discutido asuntos como aquellos que desean entrar en el mercado contable, empresas indias obtener licencias para la industria de telecomunicaciones y establecer políticas con respecto a medios de comunicación indios y transmisión los mercados Otros focos incluyen el intercambio de información valiosa sobre el reconocimiento de diferentes servicios profesionales, la discusión del movimiento y el posicionamiento de las personas en las industrias en desarrollo, la continuación de las conversaciones sobre los mercados de servicios financieros, la limitación de acciones, seguros, ventas minoristas, inversiones conjuntas en las industrias de procesamiento agrícola y transporte. y pequeñas iniciativas empresariales.